# Liste d'œuvres concernant le cycle arthurien
Cet article est une liste non exhaustive d'œuvres concernant le cycle arthurien. Elles sont classées par genre et par ordre alphabétique.
Il s'agit d'œuvres sur la légende arthurienne, issue elle-même d'une synthèse entre merveilleux chrétien (Saint Graal) et merveilleux païen (mythologies galloise et celte). On considère que Chrétien de Troyes en est l'initiateur pour les œuvres en ancien français ; il avait été précédé par Geoffrey de Monmouth et Wace notamment.
D'autres pages similaires sont disponibles en langue anglaise, sur Wikipedia.

## Œuvres littéraires

### Premiers récits

#### Britanniques

##### Gallois

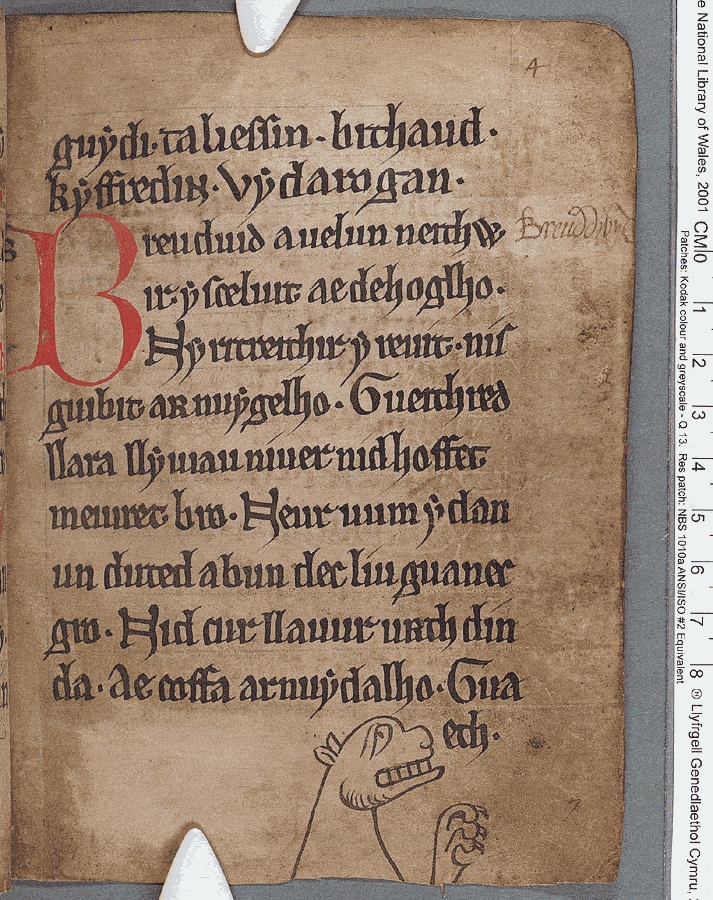
Une page du Livre noir de Carmarthen.

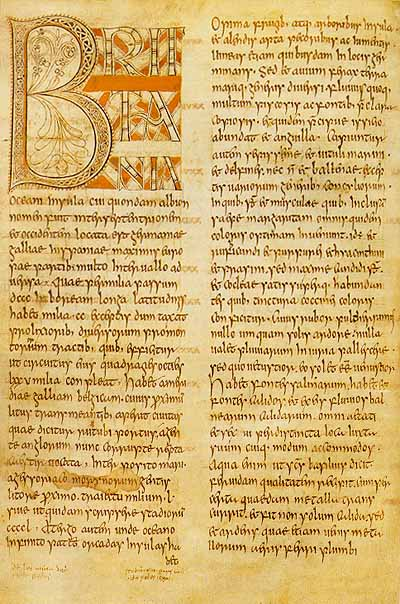
Folio 3 du manuscrit du Bède de Saint-Pétersbourg.

- (la)De excidio et conquestu Britanniae, écrit en latin par Gildas le Sage, vers 540
- (la)Historia Brittonum, écrit en latin par Nennius, vers 800
- (la)Annales Cambriae, compilation de chroniques galloises en latin , vers 950
- Culhwch ac Olwen (Culhwch et Olwen), Anonyme, XIe siècle
- Livre de Taliesin, recueil composé au XIIIe ou XIVe siècle, comprenant :
  - deux poèmes évoquant Arthur sont supposés du Xe siècle
  - différents poèmes attribués à Taliesin (tel que Preiddeu Annwfn (cy) , en anglais, The Spoils of Annwfn) VIe siècle
- Liffris de Llancarfan
  - (la)Vita Cadoci (Vie de Saint Cadoc), rédigé en latin vers 1061-1104, un passage met en scène Arthur, Kaï et Bedwyr
  - (la)Vita Carannogi (Vie de Saint Carannog), écrit en latin vers 1100 ; un passage met en scène Arthur[2]
- (la)Vita Padarni (Vie de Saint Padarn), rédigé en latin vers 1100, un passage met en scène Arthur[2]
- Pa Gwr yw y Porthawr (cy) ou Pa gur ou Qui est le portier ? Xe siècle (Il y est mentionnée la bataille de Keu avec le Chapalu)
- Englynion y Beddau (cy) ou Stance des tombes, IXe siècle ou Xe siècle.
- (cy) Trioedd Ynys Prydein (Triades galloises), corpus rassemblant des textes de différentes époques
- (cy) Livre d'Aneurin (ou Aneirin), attribué au poète brittonique Aneurin, IXe siècle
- Englynion y Clywaid (cy), vers 1100
- (cy) Livre noir de Carmarthen, (recueil composé vers 1250), comprenant des textes anonymes (certains sont attribués au barde gallois Myrddin, d'autres à Llywarch Hen), rédigés entre le IXe siècle et le XIe siècle. Il s'agit d'un des plus anciens livres mentionnant le personnage d'Arthur. Sauf qu'il n'y est pas présenté en tant que roi mais comme « empereur et directeur du combat » (amherawdyr).
- Y Gododdin (qui contient une des plus anciennes mentions du nom d'Arthur), anonyme, VIIe siècle et le XIe siècle

##### Écossais
- (la)Vita Columbae ou La vie de Columba, Adomnan d'Iona (ou Saint Adamnan, né en Irlande et mort en Écosse), 688

##### Anglais

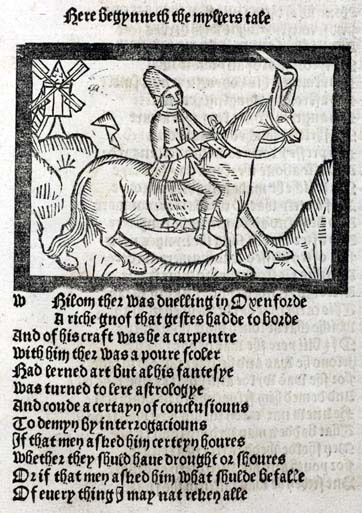
Le Meunier dans Les Contes de Canterbury, Geoffrey Chaucer.

- (la) Histoire ecclésiastique du peuple anglais, Bède le Vénérable, vers 732

#### Nationalité de l'auteur inconnue
- (la)La légende de Saint Goueznou, anonyme, 1019 (Vortigern y est mentionné)
- (la)Vita Sancti Euflami, vers 1100

### XIIesiècle

#### Gallois
- Vita Santi Gildae (Vie de Saint Gildas le Sage), Caradoc de Llancarfan vers 1120-1130[2]
- Le Songe de Rhonabwy (cy) (ayant survécu à travers le Livre rouge de Hergest), fin du XIIe siècle

#### Anglais

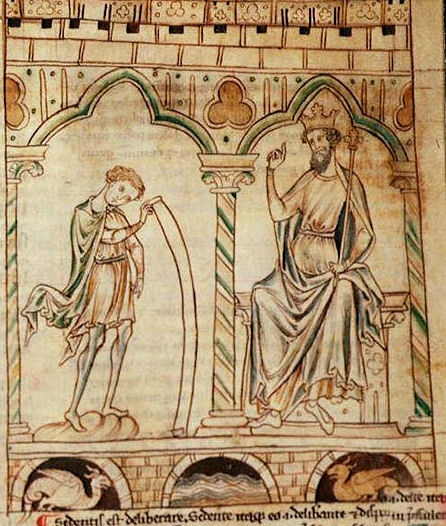
Miniature des Prophetiae Merlini de Geoffroy de Monmouth représentant Merlin et Vortigern (XIIIe siècle).

- Geoffroy de Monmouth, trois œuvres écrites en latin
  - Prophetiae Merlini, vers 1134-1136
  - Historia regum Britanniae, 1135-1138  (ISBN 2251339175)
  - Vita Merlini, 1149
- Roman de Brut, Wace, 1155
- Gesta Regum Anglorum, Guillaume de Malmesbury, vers 1120
- Historia Anglorum (la), Henri de Huntingdon, vers 1129
- Tristan, Béroul (une des premières versions écrites connues du célèbre roman Tristan et Iseut)
- Tristan et Iseut, Thomas d'Angleterre, vers 1170
- Folie Tristan de Berne, Anonyme (généralement rattachée au roman de Béroul)
- Folie Tristan d'Oxford, Anonyme (généralement rattachée au roman de Thomas d'Angleterre), vers 1175–1200
- Lai du cor, Robert Biket, entre 1170 et 1180
- Vie de Saint Kentigern et Lailoken (personnages écossais), Jocelyn de Furness, vers 1185
- Le Percy Folio (en) est une compilation qui appartenait à l'évêque Thomas Percy. Composée au XVIIe siècle, elle contient des textes dont certains remontent au XIIe siècle. On y trouve des textes arthuriens :
  - King Arthur and King Cornwall
  - Sir Lancelott of Dulake
  - The Marriage of Sir Gawen and Dame Ragnell
  - Merline
  - Carle off Carlile
  - The Grene Knight Boy and Mantle
  - The Turke and Gowin
- Prophecy of Merlin (en), poème en latin de Jean de Cornouailles, XIIe siècle

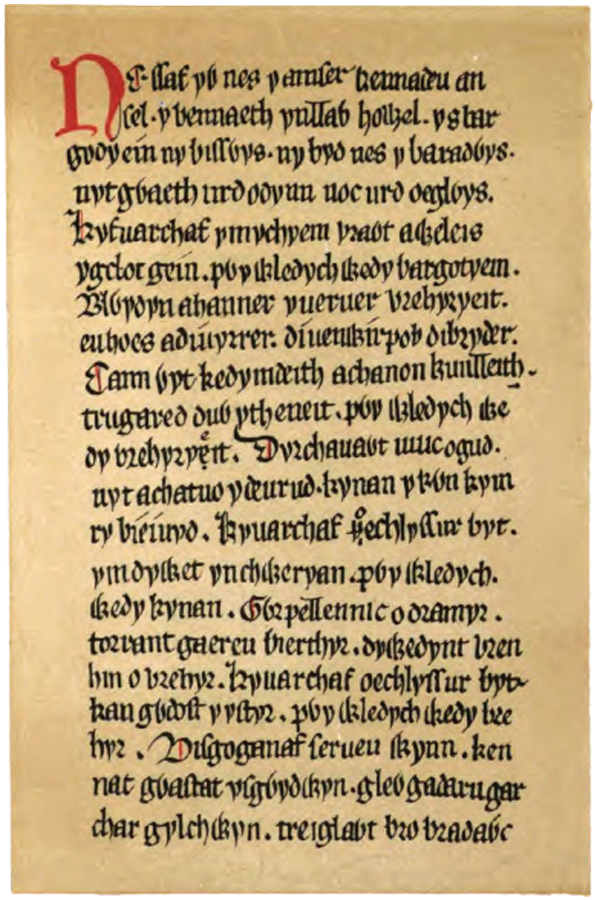
Une page du Livre rouge de Hergest.

#### Français
- Chrétien de Troyes[a] :
  - Érec et Énide, vers 1160-1164

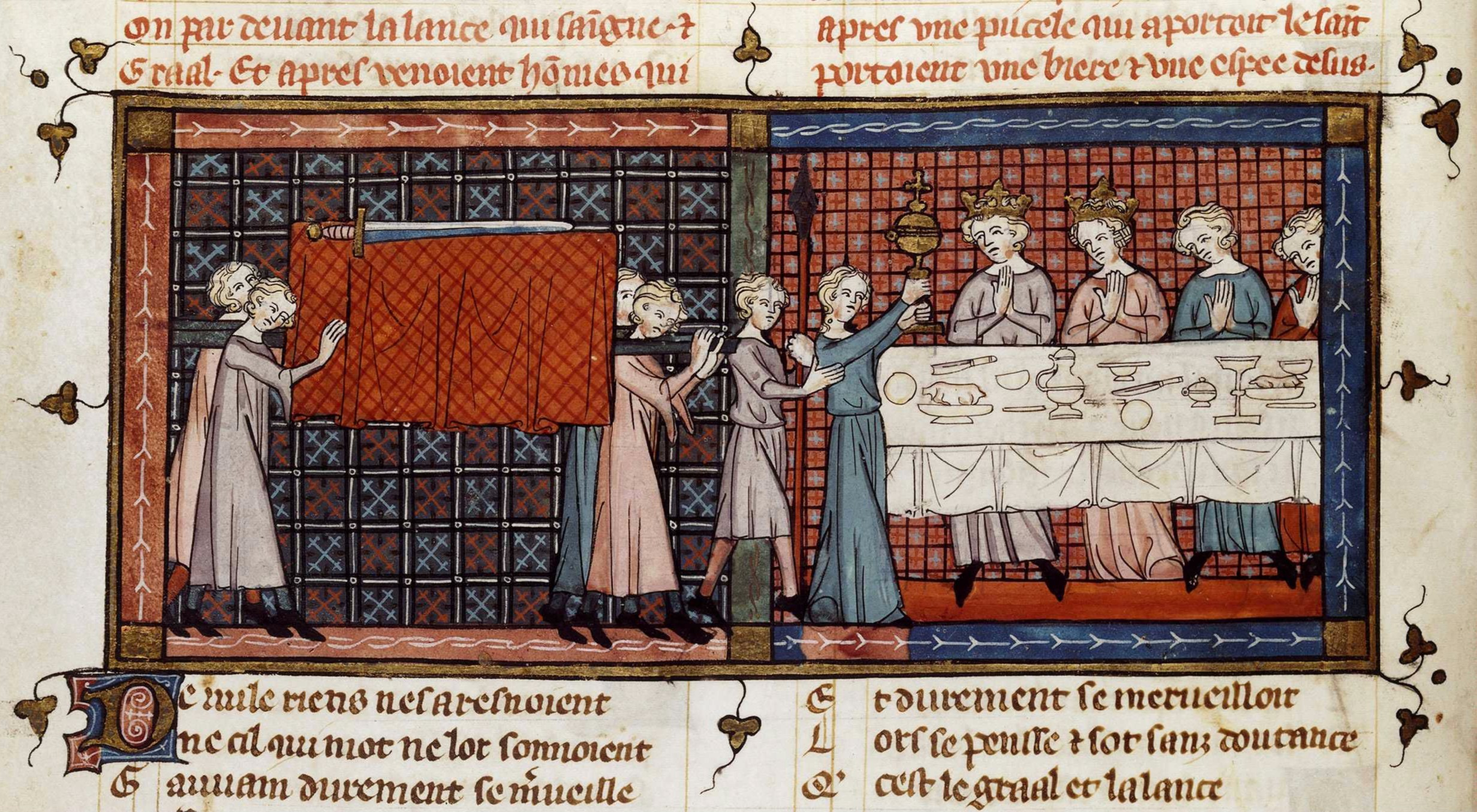
La procession du Graal, Perceval ou le Conte du Graal de Chrétien de Troyes, manuscrit vers 1330.

  - Cligès ou la Fausse Morte, vers 1176
  - Lancelot ou le Chevalier à la charrette, vers 1178-1181
  - Yvain ou le Chevalier au lion, vers 1180
  - Perceval ou le Conte du Graal, vers 1182-1190
  - Il aurait écrit une version de Tristan et Iseut, qui se serait intitulée Du roi Marc et d'Yseult la blonde, aujourd'hui perdue
- Le Roman de Jaufré, écrit en occitan, Anonyme, fin du XIIe siècle

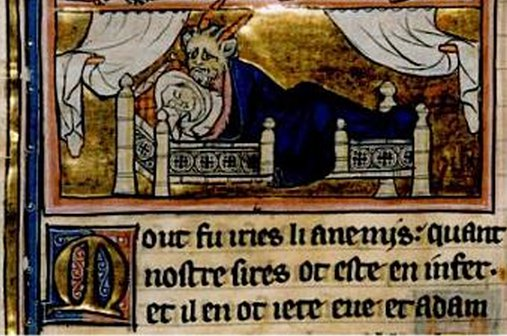
La conception de Merlin dans le livre de Robert de Boron (XIIIe siècle).

- Le Roman du Graal ou Roman de l'estoire du Grall (aussi nommé Petit Cycle du Graal[3]), attribué à Robert de Boron, vers 1190-1210 :
  - Joseph d’Arimathie
  - Merlin
  - Perceval en prose (aussi nommé le Didot-Perceval)
- Le Bel Inconnu ou Guinglain fils de messire Gauvain et de la Fée Blanchemal, poème de Renaut de Beaujeu, vers 1200
- La Mantel Mautaillé, fabliau anonyme, XIIe siècle (qui eut visiblement du succès, étant donné qu'il fut repris lors des siècles qui suivirent dans plusieurs langues)
- Lais de Marie de France, Marie de France, XIIe siècle
  - Lanval
  - Chevrefoil (chèvrefeuille)
- Li Romanz des Franceis, pamphlet écrit par André de Coutances, fin du XIIe siècle
- Le Chevalier à l'épée, Anonyme, fin du XIIe siècle, début du XIIIe siècle
- Plusieurs lais anonymes, fin du XIIe siècle, début du XIIIe siècle[2]:
  - Lai de Graelent (en)
  - Lai de Guingamor
  - Lai de Désiré (en)
  - Lai de Tydorel
  - Lai de l’Aubépine
  - Lai de Mélion
  - Lai de Doon (en)
  - Lai du Trot (en)
  - Lai du libertin
  - Lai de Nabaret (en)
  - Lai de Tyolet

#### Allemand

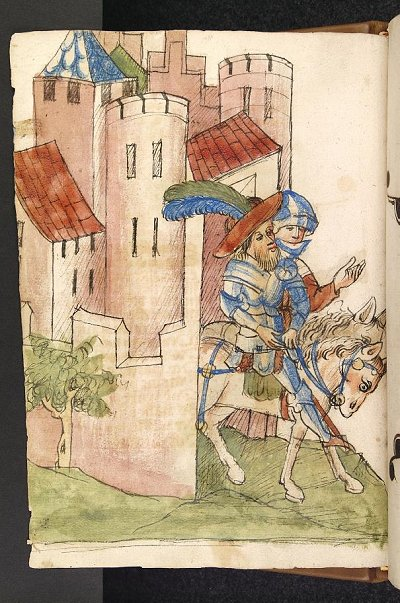
Gahmuret quitte la maison avec un compagnon, illustration de Parzival de Wolfram von Eschenbach.

- Hartmann von Aue, XIIe siècle
  - Erec
  - Iwein (de)

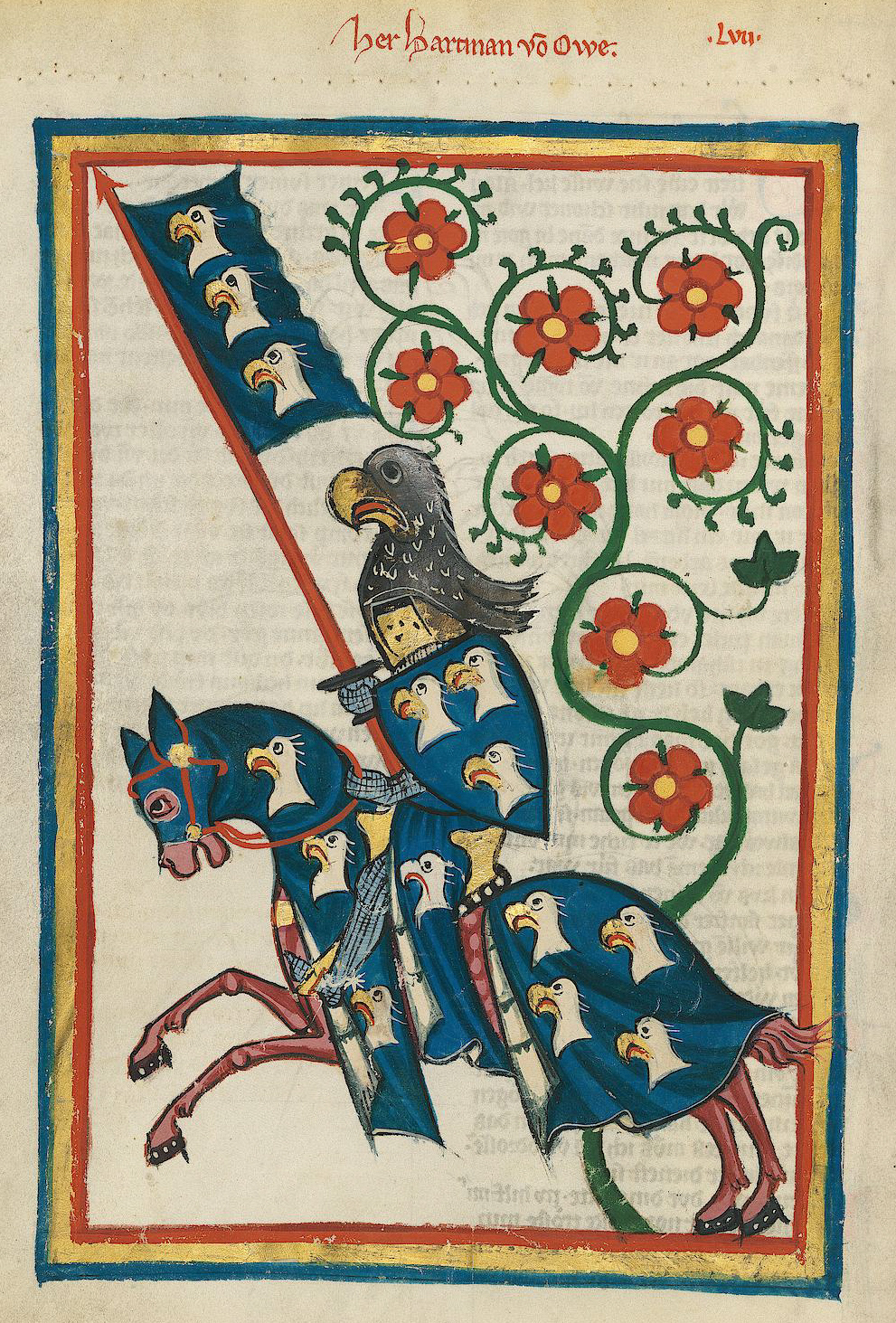
Le seigneur Hartmann von Aue (portrait apocryphe tiré du Codex Manesse, fol. 184v, vers 1300).

- Tristrant, Eilhart von Oberg, XIIe siècle, (première version allemande connue de Tristan et Iseut)
- Bernger von Horheim (de) écrit sa propre version de Tristan et Iseut, vers la fin du XIIe siècle, à partir de la version perdue de Chrétien de Troyes.

#### Suisse
- (de) Lanzelet, Ulrich von Zatzikhoven, vers 1200

#### Nationalité de l'auteur inconnue
- La Bataille Loquifer, vers 1170
- Vita Sancti Illtud, vers 1190
- Les Enfances de Gauvain, vers 1200[2]
- Vitae Merlini Silvestris, XIIe siècle, dans lequel apparait le personnage de Meldred (en)
- La véritable histoire de la mort d’Arthur, probablement entre 1191 et 1203[2]

### XIIIesiècle

#### Britannique

##### Anglais
- Brut, Layamon, début du XIIIe siècle
- Of Arthour and of Merlin (en), seconde moitié du XIIIe siècle
- Sir Tristrem (en) (basé sur la version par Thomas d'Angleterre de Tristan et Iseut, écrite vers 1170, 1300)

##### Gallois
- Brut y Brenhinedd (cy), collection de variantes en moyen gallois de l'Historia Regum Brittanniae, de Geoffroy de Monmouth, dont le plus ancien date du milieu du XIIIe siècle.

#### Français
- Wauchier de Denain (attribués)
  - Première Continuation ou Continuation-Gauvain (incluant Le livre de Caradoc) fin du XIIe siècle
  - Deuxième Continuation ou Continuation-Perceval, début du XIIIe siècle
- La Demoiselle à la mule, attribué à Païen de Maisières, début du XIIIe siècle
- Élucidation, poème anonyme en ancien français, prologue au Perceval ou le Conte du Graal de Chrétien de Troyes, début du XIIIe siècle
- Perlesvaus ou Le Haut Livre du Graal, Anonyme, vers 1210
- Raoul de Houdenc
  - Méraugis de Portlesguez, avant 1228
  - La Vengeance Raguidel (attribué), début du XIIIe siècle
- Roman de Fergus (roman arthurien en picard, rédigé en Écosse), Guillaume le Clerc de Picardie, première moitié du XIIIe siècle
- Durmart le Galois, roman de chevalerie de la première moitié du XIIIe siècle (probablement des années 1220 ou 1230). Edmund Stengel (en) en publia une édition en 1873.
- Troisième Continuation de Perceval, Manessier, début du XIIIe siècle
- Quatrième Continuation, Gerbert de Montreuil, premier tiers du XIIIe siècle
- Le roman d'Yder, anonyme, premier quart du XIIIe siècle.
- Le Roman de Silence, Heldris de Cornouailles
- Lancelot-Graal (ou Lancelot en prose, Cycle de la Vulgate ou encore Cycle du Pseudo-Map), Anonyme (faussement attribué à Gautier Map), vers 1230
  - Estoire del Saint Grail
  - Estoire de Merlin
  - Lancelot
  - Queste del Saint Graal
  - Mort Artu
- Les Merveilles de Rigomer, Anonyme, deuxième tiers du XIIIe siècle
- Merlin Merlot ou Du vilain qui devient riche et puis pauvre, fabliau anonyme, première moitié du XIIIe siècle[2]
- Tristan en prose, Anonyme, attribué à Luce de Gat et Helie de Boron, neveu de Robert de Boron (Palamède, Dinadan et Lamorak y font leur apparition)
- L'Âtre périlleux, Anonyme
- Gliglois, Anonyme
- Cycle Post-Vulgate, Anonyme
- Suite-Post-Vulgate (aussi nommé La suite du Merlin ou Suite-Huth), 1235-1240
- Hunbaut (parfois appelé Gauvain et Hunbaut), Anonyme et inachevé, vers 1250
- Robert de Blois :
  - Beaudous, 1230-1250
  - Floris et Lyriopé
- Floriant et Florete, 1250-1275
- Donnei des amants (incluant le Tristan rossignol), Anonyme[2]
- Palamède, narrant les aventures du chevalier Palamède
- Escanor, Girart d'Amiens, 1281
- Ségurant, le chevalier au dragon, XIIIe siècle, reconstitué par l'archiviste paléographe Emanuele Arioli, qui le publia en 2023.

#### Allemand
- Wolfram von Eschenbach :
  - (de)Parzival, vers 1210
  - Titurel (de), après 1217
- (de)Tristan und Isold (de), Gottfried von Straßburg, vers 1210
- Daniel von dem blühenden Tal (de) (Daniel von dem blühenden Tal : Daniel de la vallée fleurie), Der Stricker (de), vers 1220
- Poèmes de Der Pleier (de) (sans doute d'origine austro-bavaroise)
  - Garel vom blühenden Tal (de) (Garel de la vallée fleurie), vers 1230 ou vers 1250-1280
  - Tandareis und Flordibel, vers 1250-1280
  - Meleranz, vers 1250-1280
- Wigalois, le chevalier à la roue (de), Wirnt von Grafenberg (de), XIIIe siècle
- Albrecht von Scharfenberg (de)[b], XIIIe siècle :
  - Merlin, probablement une traduction du Merlin de Robert de Boron
  - Seifrid de Ardemond
  - Fraw Erenhof

#### Autrichien
- Heinrich von dem Türlin
  - (de)Diu Crône, vers 1230
  - Der Mantel (de) (lui est attribué, basé sur La Mantel Mautaillé, fabliau anonyme, XIIe siècle)

#### Néerlandais
- Roman de Gauvain (ou Walewein, Gauvain et le jeu d'échecs), écrit par Penninc (nl), puis complété par Pieter Vostaert (nl), XIIIe siècle
- Roman van Ferguut (nl) (basé sur le Roman de Fergus par Guillaume le Clerc de Picardie), XIIIe siècle

#### Italien

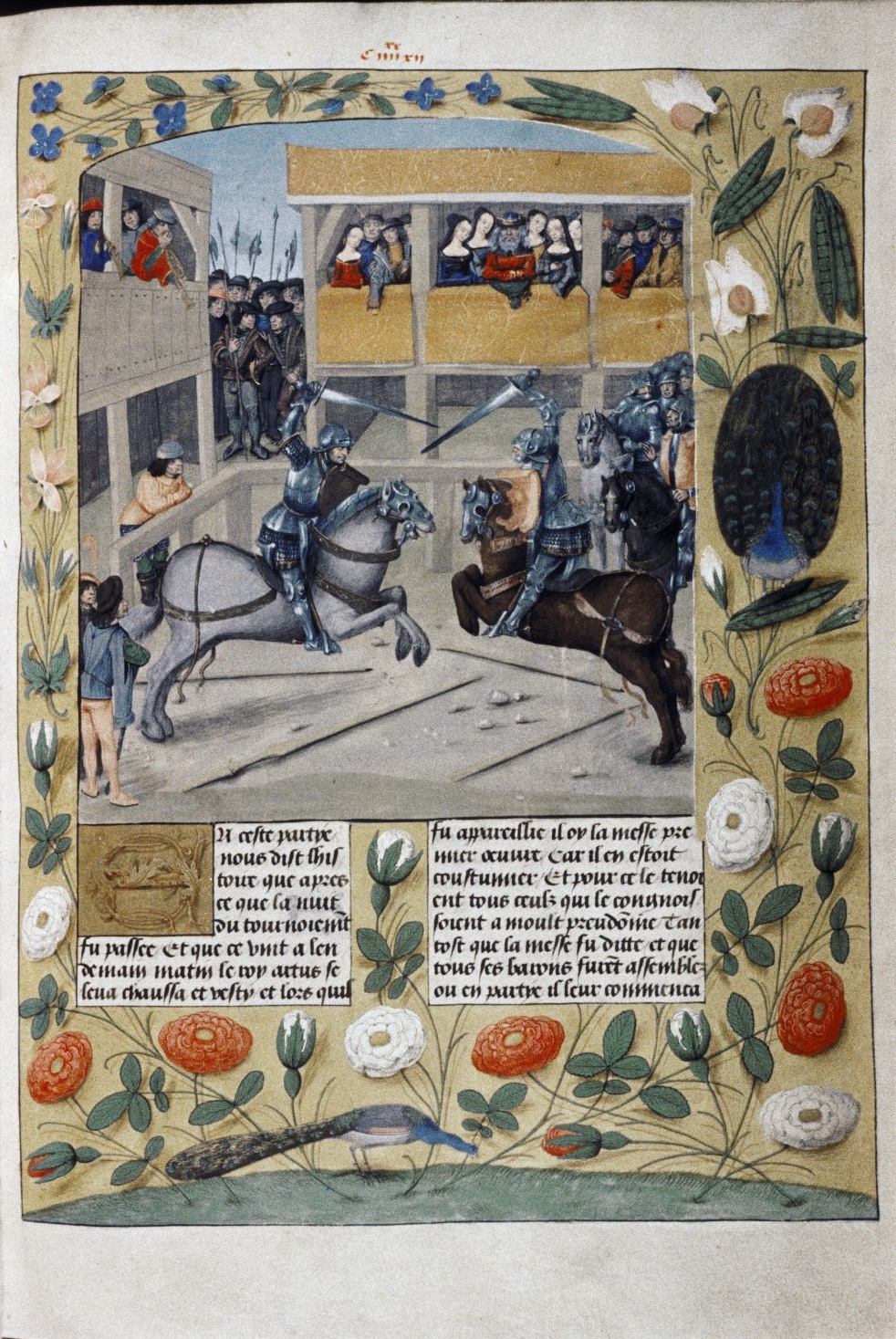
Un tournois à la cour du roi Arthur, page de Guiron le Courtois dans un manuscrit du XIVe siècle.

- Roman du roi Artus, Rustichello de Pise, comprenant
  - Gyron le courtois, fin du XIIIe siècle
  - Meliadus de Leonnoys, fin du XIIIe siècle, racontant les aventures de Meliodas (it), roi de Lyonesse (it) et père de Tristan.

#### Norvégien
- Frère Robert (no), mêlant les récits arthuriens avec des éléments de mythologie scandinave
  - Saga de Tristan et Iseut (no) (Saga de Tristan et Iseut, basé sur la version Thomas d'Angleterre, écrite vers 1170), 1226
  - Ívens Saga (basé sur Yvain ou le Chevalier au lion, par Chrétien de Troyes), 1226
  - Erex Saga, (basé sur Érec et Énide, par Chrétien de Troyes)
  - Möttuls saga (ou Soga om kappa (no) ; basé sur La Mantel Mautaillé, fabliau anonyme, XIIe siècle)
- Strengleikar (no) (Traduis à partir de lais de Marie de France)
  - Geitarlauf (Traduction de Chevrefoil)
  - Januals ljóð (Traduction de Lanval)

#### Nationalité de l'auteur inconnue
- Bliocadran, prologue au Perceval ou le Conte du Graal de Chrétien de Troyes, où l'on découvre le nom du père de Perceval (Bliocadran), début du XIIIe siècle[4]
- Le Chevalier aux deux épées ou Mériadeuc, 1200-1225
- Le Roman de Moriaen, 1260[2]
- L'Histoire de Mériadoc, second quart du XIIIe siècle ou après 1277[2]
- Arthur et Gorlagon, vers 1300[2]
- Melech Artu (traduction en Hébreu de la Historia Regum Brittanniae, de Geoffroy de Monmouth), Anonyme

### XIVesiècle

#### Français
- Méliador, Jean Froissart, fin du XIVe siècle[4]
- Blandin de Cornouaille, en occitan, XIIIe siècle, ou plus probablement, XIVe
- Perceforest, Anonyme, XIVe siècle

#### Britanniques

##### Anglais
- Morte Arthure (en) en versification allitérative, Anonyme, vers 1400
- Morte Arthure (en) en stance, Anonyme, XIVe siècle
- Sire Gauvain et le Chevalier vert, attribué à Pearl Poet ou à Huchoun (en), fin du XIVe siècle
- Sir Launfal, Thomas Chestre (inspiré par Lanval, de Marie de France, XIIe siècle), fin du XIVe siècle
- Sir Libeaus Desconus, (peut-être de Thomas Chestre, très proche de Le Bel Inconnu, par Renaut de Beaujeu, vers 1200)
- Le Conte de la bourgeoise de Bath, dans Les Contes de Canterbury, recueil de conte écrit par Geoffrey Chaucer entre 1387 et 1400
- The Avowyng of Arthur, anonyme, XIVe siècle
- Le mariage de Sir Gauvain et Dame Ragnelle, anonyme, XIVe siècle
- The Wedding of Sir Gawain and Dame Ragnelle (en) anonyme, XIVe siècle
- Sir Cleges (en), anonyme, XIVe siècle
- Ywain and Gawain (en) (Yvain et Gauvain), anonyme, XIVe siècle
- Sir Perceval of Galles (en), anonyme, XIVe siècle
- Lancelot of the Laik, anonyme, XIVe siècle
- The Awntyrs off Arthure (en) (Les Aventures d'Arthur à Tarn Wadling[c]), attribué à Huchoun (en), XIVe siècle ou XVe siècle
- The Avowing of Arthur (en), poème anonyme en moyen anglais, probablement composé vers la fin du XIVe siècle ou le début du XVe siècle par un poète du nord de l'Angleterre.

##### Gallois

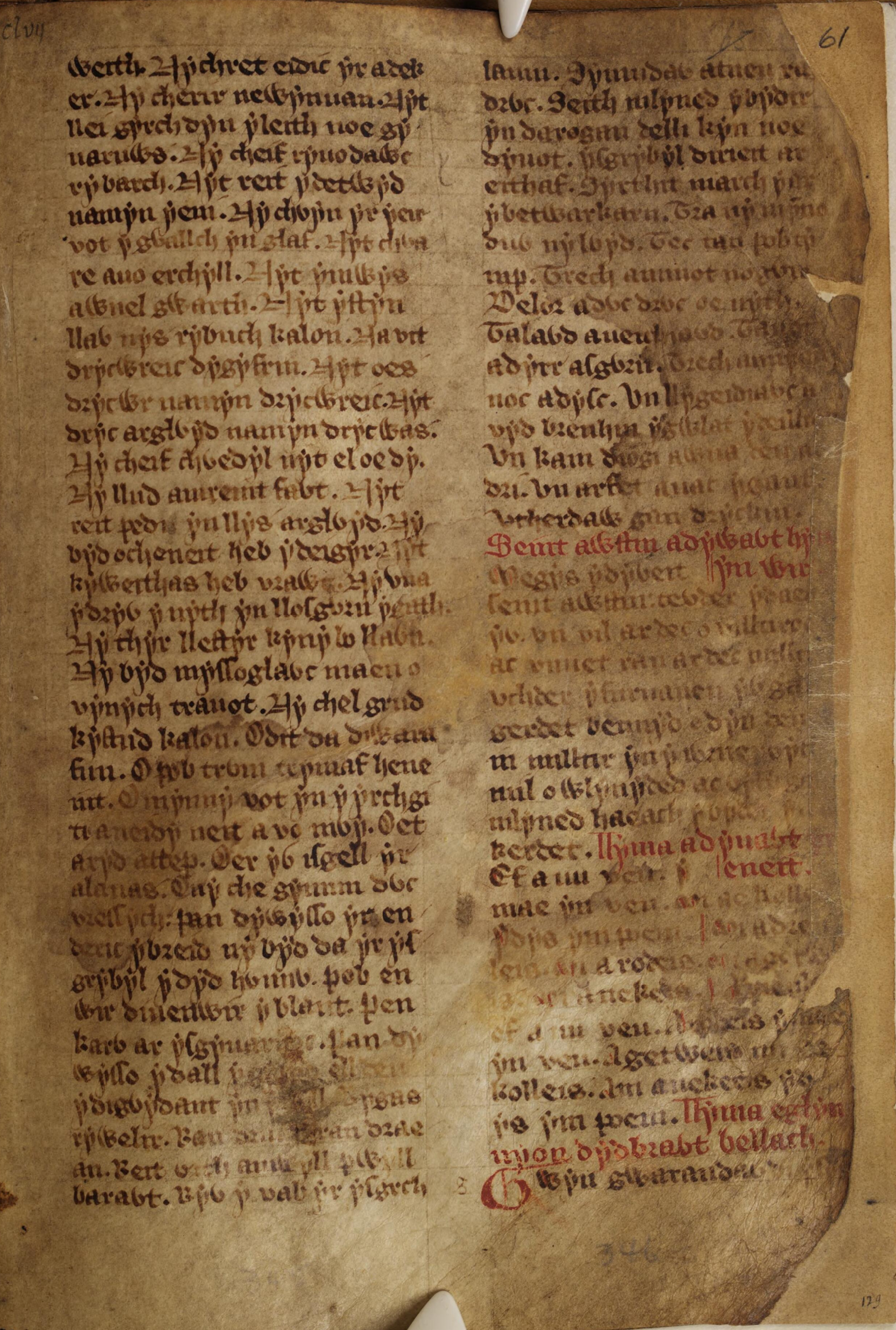
Page du Livre blanc de Rhydderch.

- Livre blanc de Rhydderch, anonyme, vers 1350
- Livre rouge de Hergest, anonyme, vers 1382–1410
- Les Mabinogion (ou les Quatre Branches du Mabinogi), Anonyme :
  - Pwyll, prince de Dyved (cy)
  - Le Mabinogi de Branwen (cy)
  - Manawydan fils de Llyr
  - Math fils de Mathonwy
- Y Tair Rhamant (Les Trois Romans), Anonyme, similaires aux romans de Chrétien de Troyes :
  - Owein (Le conte de la dame à la fontaine), correspondant à Yvain ou le Chevalier au lion
  - Peredur ab Evrawc (Peredur le fils d’Evrawc), correspondant à Perceval ou le Conte du Graal
  - Gereint ac Enid, correspondant à Érec et Énide

#### Italien
- Tavola Rotonda, Anonyme
- Tristan fait une brève apparition dans la Divine Comédie de Dante (début XIVe siècle), où il séjourne en Enfer pour luxure.

#### Espagnol
- Faula(ca), Guillem de Torroella (ca)

#### Grec
- Presbys Hippotes, refonte en grec d'une partie des compilations des œuvres de Rustichello da Pisa

#### Suédois
- Eufemiavisorna (sv), ensemble de trois romans en vieux suédois anonymes, traduction de romans étrangers, dont deux romans arthuriens :
  - Herra Ivan, que l'historien norvégien Peter Andreas Munch considère comme une traduction du roman Yvain ou le Chevalier au lion de Chrétien de Troyes ;
  - Hertig Fredrik av Normandie (en), traduction d'un roman allemand perdu, qui serait lui-même la traduction d'un roman français.

#### Néerlandais
- Roman de Gauvain (ou Roman van Walewein (nl), Gauvain et le jeu d'échecs), XIIIe siècle), puis complété par Pieter Vostaert (nl).
- La compilation de Lancelot (nl) (adaptation du Lancelot-Graal et d'autres romans), 1320-1325
  - Lanceloet (Lancelot)
  - Perchevael (Perceval)
  - Morien (Moriaen (nl))
  - Queeste vanden Grale (Quête du Graal)
  - Wrake van Ragisel (Adaptation de la Vengeance de Raguidel)
  - Ridder metter mouwen (Le chevalier aux manches)
  - Walewein ende Keye (Gauvain)
  - Lanceloet en het hert met de witte voet (Lancelot et le Cerf au Pied Blanc)
  - Torec, Jacob van Maerlant
  - Arturs doet

#### Nationalité de l'auteur inconnue
- Ysaÿe le Triste (fils de Tristan et Iseult, naît peu avant la mort tragique de ses parents décrite dans Tristan et Iseult de Thomas d’Angleterre, écrite vers 1170), écrit en picard, Anonyme, première moitié du XIVe siècle

### XVe–XVIesiècles

#### Britanniques

##### Anglais

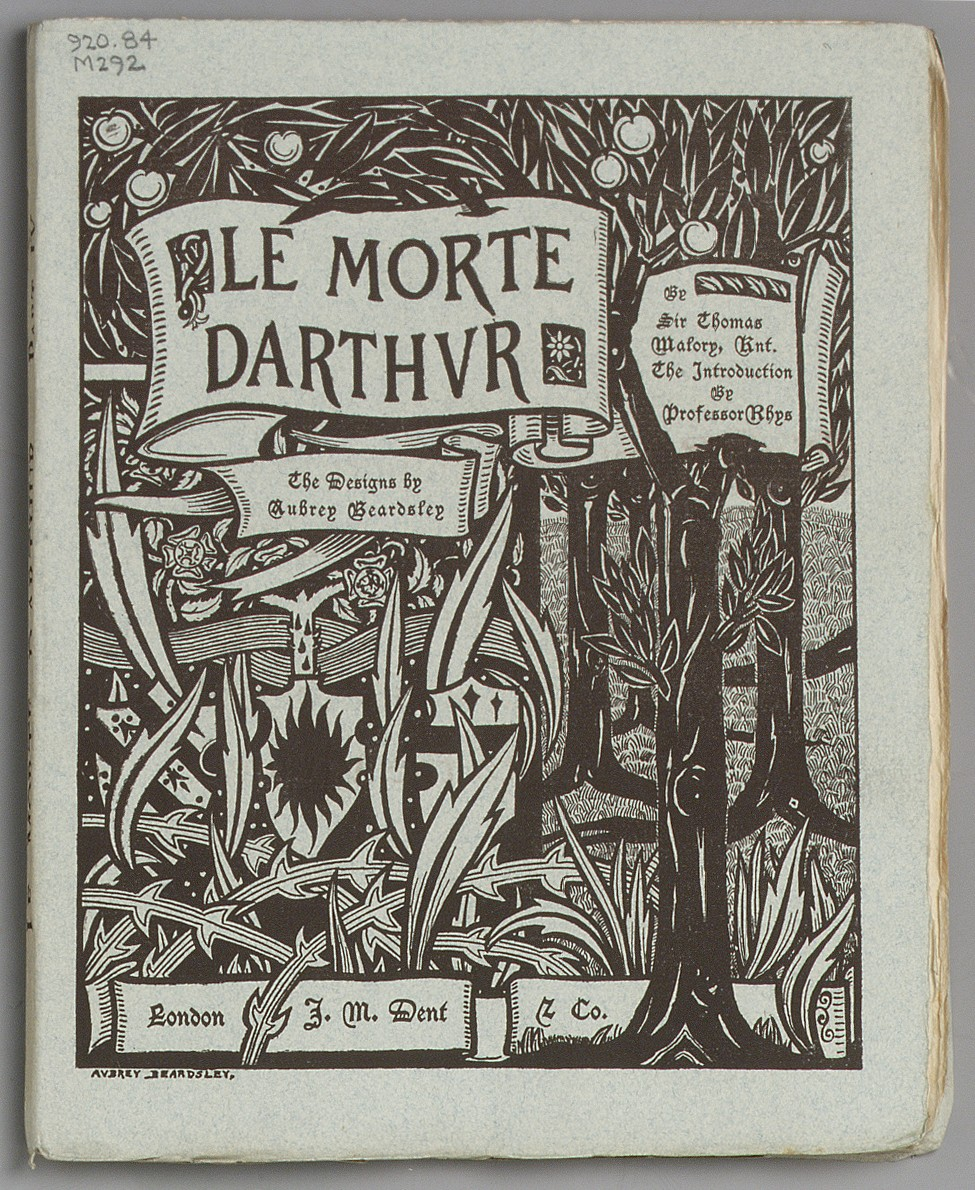
Le Morte d'Arthur de Thomas Malory, édition de 1893.

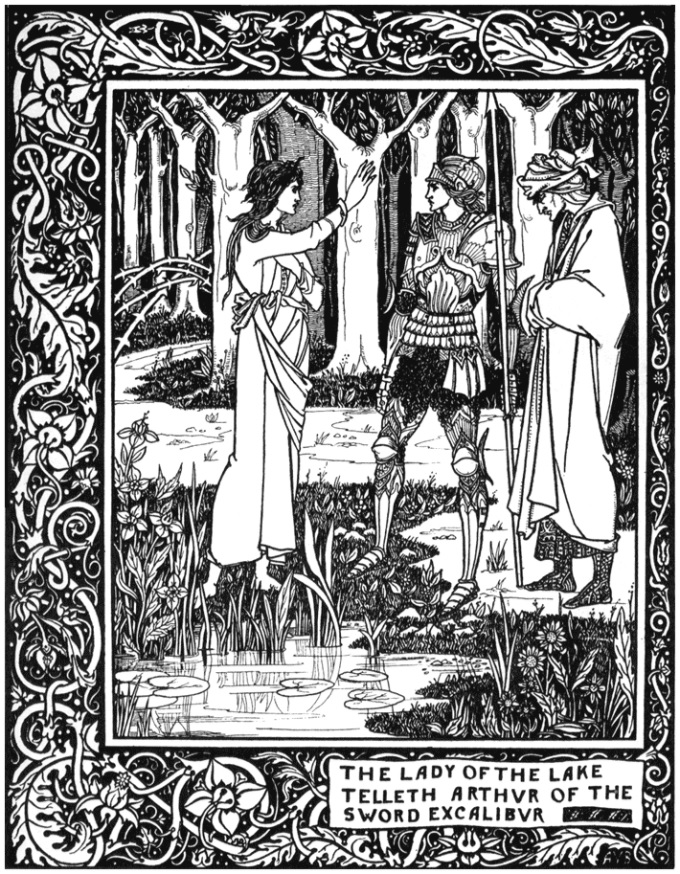
La Dame du lac et Arthur, illustration par Aubrey Beardsley dans Le Morte d'Arthur de Thomas Malory, édition de 1893.

- Le Morte d'Arthur, Thomas Malory, achevé en 1469-1470, comprenant 8 histoires (titres accompagnés de leur traduction en français) :
  - Fro the Maryage of Kynge Uther unto Kyng Arthure that Regned Aftir Hym and Ded Many Batayles (La naissance du Roi Arthur et les batailles qu'il livre)
  - The Noble Tale Betwyxt Kynge Arthure and Lucius the Emperor of Rome (La guerre entre le Roi Arthur et les Romains)
  - The Noble Tale of Sir Launcelot Du Lake (L'histoire de Lancelot du Lac)
  - The Tale of Sir Gareth of Orkney (L'histoire de Gareth)
  - The Fyrst and the Secunde Boke of Syr Trystrams de Lyones (L'histoire de Tristan et ses aventures, qui inclut son histoire d'amour avec Isolde)
  - The Noble Tale of the Sankgreal (La quête pour le saint Graal)
  - Sir Launcelot and Queen Gwenyvere (L'aventure amoureuse entre Lancelot du Lac et la reine Guenièvre)
  - The Dethe of Arthur (La mort d'Arthur et la chute de la Table ronde)
- King Arthur and King Cornwall (en), XVe siècle
- Chronicle[5], John Hardyng, XVe siècle
- Merlin en prose, XVe siècle
- Sir Gawain and the Carle of Carlisle (en), XVe siècle
- The Greene Knight (racontant une histoire similaire à celle de Sire Gauvain et le Chevalier vert, sous une forme plus brève et accessible), vers 1500
- The Turke and Sir Gawain, vers 1500[6]
- Chroniques de Holinshed (ou Chroniques de Holinshed sur l'Angleterre, l’Écosse et l'Irlande), Raphael Holinshed, deux volumes, parus en 1577 et 1587
- The Misfortunes of Arthur (en) (Les Malheurs d'Arthur, fils d'Uther Pendragon réduit en notes tragiques), Thomas Hughes 1587
- The Faerie Queene (La Reine des fées), Edmund Spenser, 1590
- Arthur of Little Britain
- The Jeaste of Sir Gawain
- Bewnans Ke (kw), pièce en deux parties en cornique, la première relatant la vie de Saint Ké-Collédoc, et la seconde racontant les guerres opposant Arthur aux Romains et à Mordred.

##### Écossais
- The Knightly Tale of Gologras and Gawain (en) (Le Conte chevaleresque de Gologras et Gauvain), 1508
- Greysteil (en), poème du XVe siècle

##### Gallois
- Le Conte de Taliesin (Hanes Taliesin (cy)), ou L’Histoire de Taliesin, Elis Gruffydd (cy) (surnommé Le soldat de Calais), XVIe siècle (correspondant a priori à une mise à l’écrit de l’histoire traditionnelle de Taliesin, beaucoup plus ancienne, IXe siècle peut-être)
- Romance de Tristan

##### Breton
- An Dialog etre Arzur Roe dan Bretounet ha Guynglaff, un poème généralement daté de 1450 dans lequel le roi Arthur (Arzur) capture un prophète dénommé Guynglaff, qui a été identifié comme un avatar de Merlin. Le plus gros du poème est composé des prophéties[7].
- Buez Santez Nonn (Vie de Sainte Nonn), contenu dans le Manuscrit Celtique 5 de la Bibliothèque Nationale de France dans laquelle apparaît Merlin pour prophétiser la naissance de Sant Dewi (Saint David), folio 18.

#### Français
- Le Chevalier au papegau (le papegau est une sorte de perroquet), anonyme, fin du XVe siècle
- Le Livre de Messire Lancelot du lac, Gaultier de Moap, 1470
- Les grandes et inestimables chroniques du grant et énorme géant Gargantua, texte anonyme rédigé en 1532 à partir de récits médiévaux plus anciens

#### Italien
- Orlando Innamorato, par Matteo Maria Boiardo, 1483 - 1495
- Tavola Ritonda (it), Anonyme, 1446

#### Espagnol
- La demanda del Santo Grial (es), anonyme, 1515.

#### Allemand
- Buch der Abenteuer (Livre des Aventures), Ulrich Füterer, 1473 - 1487

#### Islandais
- Skikkju Rimur, (réinterprétation de La Mantel Mautaillé, fabliau anonyme, XIIe siècle), du XVe siècle

#### Biélorusse
- Povest de Trychane, 1560

#### Nationalité de l'auteur inconnue
- Le Livre de Alixandre Empereur de Constentinoble et de Cligés Son Filz, version en prose du Cligès ou la Fausse Morte de Chrétien de Troyes, Anonyme[8].
- Ponthus et Sidoine, 1390-1425[2]

### XVIIe–XVIIIesiècles

#### Britanniques (Anglais)
- Poly-Olbion, Michael Drayton, 1612
- Richard Johnson (en) :
  - Tom a'Lincoln, publié en deux parties en 1599 et 1607
  - L'Histoire de Tom Pouce, (The Little, surnommé pour sa petite taille, le Nain du Roi Arthur), 1621
- La naissance de Merlin (en) (ou The Child Hath Found his Father), pièce probablement écrite (en entier ou en partie) par William Rowley, joué pour la première fois en 1622
- The Noble Acts newly found, Of Arthur of the Table Round, ballade de Thomas Deloney, 1689
- Richard Blackmore :
  - Le Prince Arthur, un poème héroïque en dix livres, 1695
  - Le Roi Arthur, un poème héroïque en douze livres, 1697
- Thomas Warton :
  - La Tombe du Roi Arthur, 1777
  - Sur la Table Ronde du Roi Arthur à Winchester, 1777
- Vortigern and Rowena, William Henry Ireland (ce faussaire fit passer cette pièce pour un inédit de William Shakespeare), 1796

#### Nationalité de l'auteur inconnue
- Widwilt (Réinterprétation en Yiddish de Le Bel Inconnu, par Renaut de Beaujeu, vers 1200)
- The Death of Drudwas, mettant en scène le chevalier Drudwas ap Tryffin (en), XVIIe siècle

### XIXesiècle

#### Américain
- The Vision of Sir Launfal, James Russell Lowell, 1848

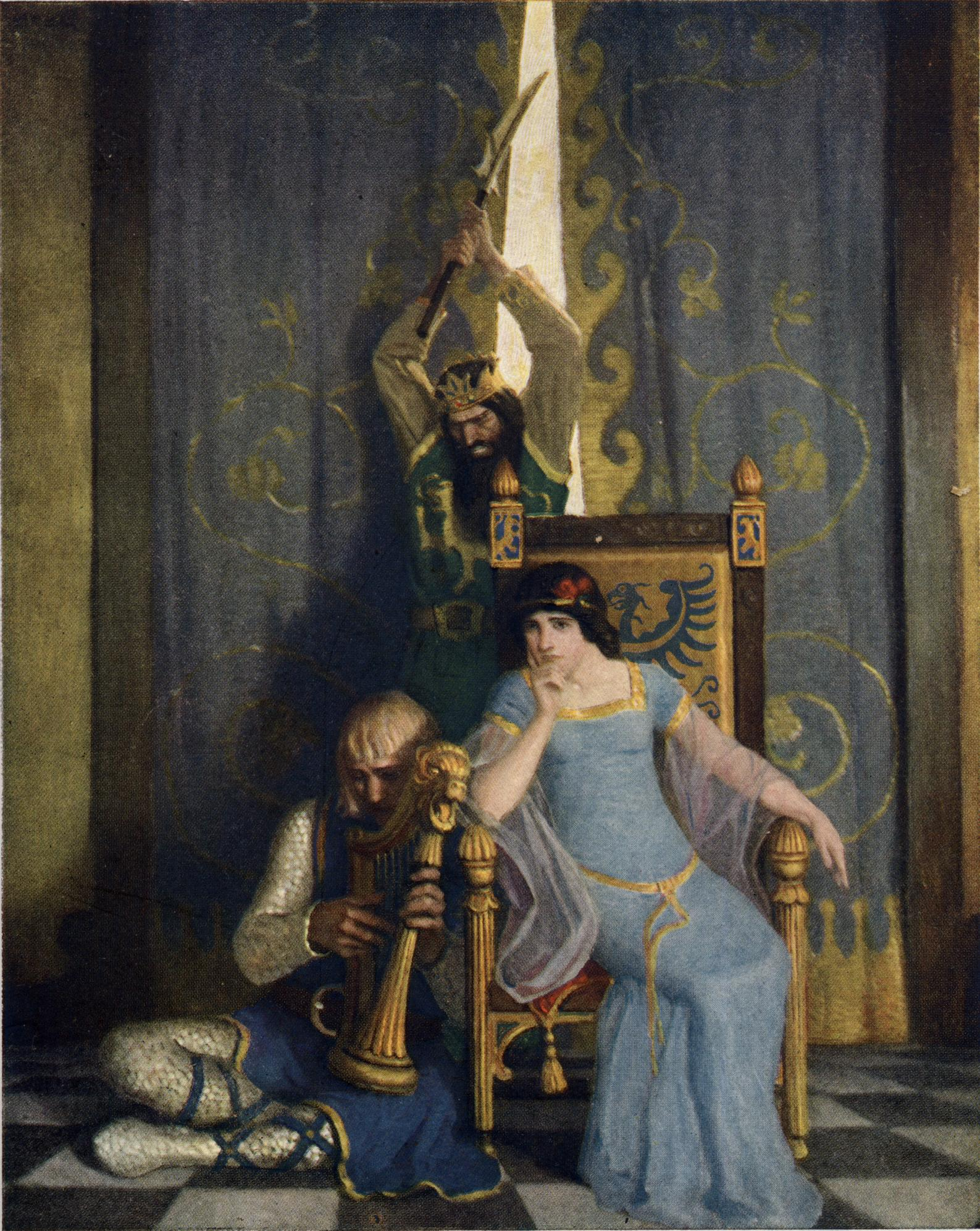
Illustration du The Boy's King Arthur de Sidney Lanier, par N. C. Wyeth, 1922.

- Illustration du The Boy's King Arthur de Sidney Lanier, par N. C. Wyeth, 1922.The Boy's King Arthur, Sidney Lanier, 1880
- Child Ballads (en) est un ensemble anglaises et écossaises recueilli par le folkloriste Francis James Child :
  - Sir Lionel, sur Lionel
  - The Boy and the Mantle (en), inspiré de La Mantel Mautaillé, fabliau anonyme, XIIe siècle
  - King Arthur and King Cornwall (en), repris du Percy Folio (en)
  - The Marriage of Sir Gawain (en), repris du Percy Folio
- A Connecticut Yankee in King Arthur's Court (Un Yankee à la cour du roi Arthur), Mark Twain, publié en 1889. Cette satire se moque de l'idéalisation des récits médiévaux, phénomène réapparu à cette époque.
- Accolon of Gaul, with Other Poems, Madison Cawein (en), 1889.

#### Britanniques

##### Anglais

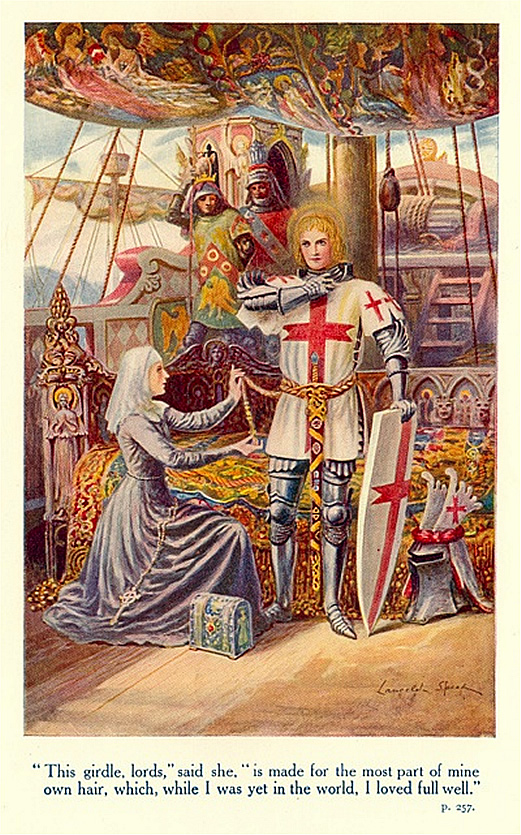
Lancelot et Guenièvre, illustration par Lancelot Speed dans The Legends of King Arthur and His Knights, édition de 1912.

- The Misfortunes of Elphin (en), Thomas Love Peacock, 1829
- Alfred Tennyson et ses poèmes romantiques :
  - The Lady of Shalott (La Dame de Shalott), 1833
  - Idylls of the King (Idylles du roi (en)), ensemble de 12 poèmes, composés de 1856 à 1885
    - The Coming of Arthur (La Venue d'Arthur)
    - Gareth and Lynette
    - Enid (Énide), basé sur Gereint ac Enid (récit de Y Tair Rhamant (Les Trois Romans) XIVe siècle), lui-même correspondant au Érec et Énide de Chrétien de Troyes (composé vers 1160-1164), comprenant deux poèmes
      - The Marriage of Geraint (Le Mariage de Geraint, c'est-à-dire Érec)
      - Geraint and Enid

    - Balin and Balan
    - Merlin and Vivien (Merlin et Viviane)
    - Lancelot and Elaine
    - The Holy Grail (Le Saint Graal)
    - Pelleas and Ettare
    - The Last Tournament (Le dernier tournoi)
    - Guinevere (Guenièvre)
    - The Passing of Arthur (Le passage d'Arthur)Arthur in the Barge par Alberto Sangorski, illustration du Morte D'Arthur: A Poem d'Alfred Tennyson, 1912[9].

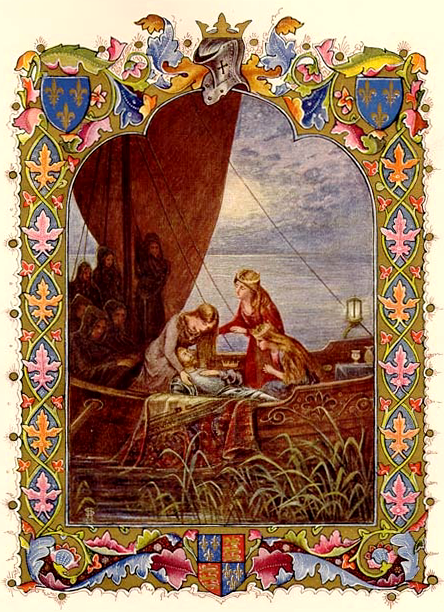
Arthur in the Barge par Alberto Sangorski, illustration du Morte D'Arthur: A Poem d'Alfred Tennyson, 1912.

- Plusieurs poèmes inachevés de Reginald Heber, 1830[10] :
  - The Masque of Gwendolen
  - Morte D'Arthur
- A Legend of Tintagel Castle, dans Fisher's Drawing Room Scrap Books, Letitia Elizabeth Landon, 1833
- Tristram and Iseult (en), Matthew Arnold, 1852
- Plusieurs poèmes de William Morris, regroupés dans, The Defence of Guinevere, and other Poems, 1858 :
  - The Defence of Guinevere
  - King Arthur's Tomb
  - Sir Galahad, a Christmas Mystery
  - The Chapel in Lyoness
  - Near Avalon
- The Legends of King Arthur and His Knights, James Thomas Knowles (en), 1860
- Tristram of Lyonesse (en), long poème épique par Algernon Charles Swinburne, 1882
- The High History of the Holy Graal, texte anonyme traduit par Sebastian Evans (en) en 1898

##### Écossais
Les Fiançailles de Triermain, poème écrit par Walter Scott, paru anonymement en 1813

##### Breton
- Santez Trifina hag ar Roue Arzur (Sainte Tryphine et le Roi Arthur), un mystère breton publié en 1863 à partir de manuscrits plus anciens. Dans Les vies des saints de la Bretagne Armorique (Albert le Grand, 1637), Saint Triphine est mariée à un certain Comte Comorre et non au Roi Arthur[11].

#### Français
- Les Romans de la Table ronde, mis en nouveau langage et accompagnés de recherches sur l'origine et le caractère de ces grandes compositions, Paulin Paris, 1868-1877
- Quelques poèmes du recueil Amour, Paul Verlaine, 1888, tels que :
  - Parsifal
  - Saint Graal

#### Allemand
- Tristan und Isolde (Tristan et Iseult), inachevé, Carl Leberecht Immermann, 1840.

#### Australien
- The Wooing of Olwen, conte du recueil Celtic Fairy Tales, Joseph Jacobs, 1891

### XXesiècle

#### Français
- Entre 1900 et 1905, Joseph Bédier a reconstitué une version « complète » de la légende de Tristan et Iseut, à partir de Béroul, Thomas d'Angleterre, Eilhart von Oberge et de fragments anonymes. Son ouvrage, qui a fait redécouvrir cette histoire, est devenu la version de référence pour le lecteur non spécialiste moderne.
- L'Enchanteur pourrissant, Guillaume Apollinaire (illustré de gravures d'André Derain), conte commencé en 1898[12], publié une première fois en 1904 et complété depuis pour obtenir la version actuelle en 1909.
- Les Chevaliers de la Table Ronde, Jacques Boulenger, 1922-1923 :
  - L’Histoire de Merlin l’enchanteur
  - Les Enfances de Lancelot
  - Les Amours de Lancelot du Lac
  - Galehaut, sire des Îles Lointaines
  - Le Chevalier à la charrette
  - Le Château aventureux
  - La Quête du Graal
  - La Mort d’Artus  (ISBN 2700014405)
- Œuvres poétiques de Louis Aragon :
  - Lancelot, dans Les Yeux d'Elsa, paru en 1942
  - Brocéliande, 1942
- Le Roi pêcheur, Julien Gracq, 1948
- Le Roman du Roi Arthur, Xavier de Langlais, 5 volumes :
  - Merlin  (ISBN 2903708142), 1965
  - Lancelot  (ISBN 2909924211), 1967
  - Perceval  (ISBN 2909924106), 1969
  - La Quête du Graal  (ISBN 2903708134), 1971
  - La Fin des temps aventureux  (ISBN 290992422X), 1971
- L'Enchanteur, René Barjavel, 1984
- Le Chaste Fol, Ernest Poli, 1987
- Michel Rio, trilogie Merlin, le faiseur de rois :
  - Merlin, 1989
  - Morgane, 1999
  - Arthur, 2001
- Lancelot du Lac, François Mosès & Yvan G. Lepage, 1991 à 2002[13]
- La conquête d'amour d'Elaine, Marianne Fabrou, 1991[14]
- Philippe Le Guillou, albums :
  - Immortels. Merlin et Viviane (avec des dessins de Paul Dauce), 1991
  - Brocéliande (photos d'Yvon Boëlle), 1995
- Jean Markale :
  - Le Cycle du Graal, 1992-1996, 8 volumes :
    - La Naissance du Roi Arthur
    - Les Chevaliers de la Table Ronde
    - Lancelot du Lac, La Fée Morgane
    - Gauvain et les chemins d'Avalon
    - Perceval le Gallois
    - Galaad et le Roi Pêcheur
    - La Mort du Roi Arthur
- Tristan et Iseut, Michel Cazenave, 1994
- Odile Weulersse :
  - Le Chien du roi Arthur, 1994 ;
  - Les Chevaliers du roi Arthur, 2005.
- Jacques Roubaud :
  - Le Chevalier Silence, une aventure des temps aventureux, (inspiré par Le Roman de Silence de Heldris de Cornouailles[15] (XIIIe siècle)), 1997
  - Graal fiction, Gallimard, Paris, 1978
- Contes et légendes des chevaliers de la Table Ronde, Laurence Camiglieri, 1999[16]
- Camille Sander[17] :
  - Perceval ou le conte du Graal, d'après les œuvres de Chrétien de Troyes et de Wolfram von Eschenbach, 1959
  - La Légende d'Yvain, le chevalier au lion, 1999
  - Les premières aventures du roi Arthur, 2003

#### Britanniques

##### Anglais
- Uther and Igraine, Warwick Deeping (en), 1903

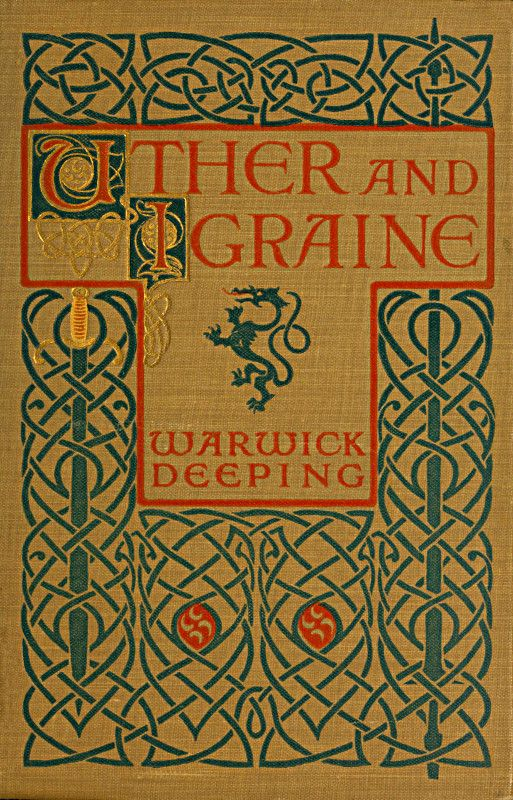
Couverture dUther and Igraine de Warwick Deeping (1903).

- The Life of Sir Aglovale de Galis, Clemence Housman, 1905
- King Arthur's knights: the tales retold for boys and girls, Henry Gilbert (en), 1911
- Jessie Weston (en) :
  - From Ritual to Romance (en), 1920
  - The Romance of Perlesvaus, paru dans une édition posthume en 1988
- La Chute d'Arthur, J. R. R. Tolkien, poème en vers allitératifs, datant du début des années 1930[18], publié en 2013 dans une édition posthume. Avec Eric Gordon, il a également publié en 1925 une édition annotée du texte en moyen anglais de Sire Gauvain et le Chevalier vert. Il a enfin traduit cette œuvre en anglais moderne, ce qui fut publié en 1975, peu après sa mort, avec ses traductions de Pearl et de Sir Orfeo.
- The Once and Future King (La quête du roi Arthur (en)), Terence Hanbury White, 5 volumes, parus entre 1938 et 1977:
  - The Sword in the stone (L'Épée dans la pierre, adapté en dessin animé par les studios Disney en 1963 sous le titre Merlin l'Enchanteur)
  - The Queen of Air and Darkness (La Sorcière de la forêt (en)), 1939
  - The Ill-Made Knight (Le Chevalier mal adoubé (en)), 1940
  - The Candle in the Wind (La Chandelle dans le vent (en)), 1958
  - The Book of Merlyn (Le Livre de Merlin (en)), écrit en 1941 et publié en 1977 (à titre posthume, séparé des autres livres)
- Laurence Binyon (en) :
  - Tristram's End (La fin de Tristan, basé sur l'histoire de Tristan et Iseut), 1922
  - Arthur: A Tragedy (sur une musique d'Edward Elgar), 1923
  - The Madness of Merlin (La folie de Merlin), 1947
- Charles Williams :
  - War in Heaven (traduit en français par La Guerre du Graal) (Une quête « moderne » (XXe siècle) du Saint Graal), 1930
  - Taliessin through Logres, 1938
  - The Region of the Summer Stars, 1944
- In Parenthesis (en) , David Jones, 1937 (avec bon nombre d'allusions littéraires, dont pas mal de récits arthuriens)
- John Cowper Powys :
  - Les Enchantements de Glastonbury (en), 1932.
  - Porius (en) , 1951.
- That Hideous Strength (Cette hideuse puissance), C. S. Lewis, 1945
- King Arthur and His Knights of the Round Table (en), Roger et Richard Lancelyn Green (en), 1953
- Rosemary Sutcliff :
  - L'Aigle de la Neuvième Légion (The Eagle of the Ninth), 1954
  - The Lantern Bearers (en), 1959
  - Sword at Sunset (en), 1963
  - Tristan and Iseult (en) (basé sur l'histoire de Tristan et Iseut), 1971
  - The Arthurian Trilogy (1979-1981), ressorti dans les Éditions Omnibus en 2007 dans The King Arthur Trilogy:
    - The Light Beyond the Forest (en), 1979
    - The Sword and the Circle (en), 1981
    - The Road to Camlann (en), 1981

  - The Shining Company (réinterprétation de Y Gododdin, qui contient la plus ancienne mention du nom d'Arthur), 1990
- The Great Captains, Henry Treece (en), 1956
- La trilogie de Brisingamen, par Alan Garner (en) :
  - The Weirdstone of Brisingamen (en), 1960
  - The Moon of Gomrath (en), 1963
  - Boneland (en), 2012
- King Arthur and the Knights of the Round Table, écrit par Emma Gelders Sterne (en) et Barbara Lindsay, illustré par Gustaf Tenggren, 1962[19]
- The Merlin series (Cycle de Merlin), Mary Stewart
  - The Crystal Cave (La Grotte de cristal (en)), 1970
  - The Hollow Hills (Les Collines aux mille grottes (en)), 1973
  - The Last Enchantment (Le Dernier Enchantement (en)), 1979
  - The Wicked Day (en), 1983
  - The Prince and the Pilgrim (en), 1995
- La trilogie Chance, par Peter Dickinson, où la population d'un monde futuriste craint la technologie et vit comme au Moyen-Âge, sous l'influence de Merlin
  - The Weathermonger, 1968
  - Heartsease, 1969
  - The Devil's Children, 1970
- L'Aigle dans la neige, Wallace Breem, 1970
- Artorius, long poème de John Heath-Stubbs (en), 1972
- Our Man in Camelot, Anthony Price, 1975
- Janice Elliott (en) (Deux romans se déroulant dans une société de style médiéval, vivant plusieurs générations après une guerre nucléaire. Ils traitent du retour du roi Arthur et de son amitié avec un jeune du monde post-holocauste) :
  - The King Awakes, 1987
  - The Empty Throne, 1988
- Arthurian anthologies, Mike Ashley (en) :
  - The Pendragon Chronicles: Heroic Fantasy from the Time of King Arthur, 1990
  - The Camelot Chronicles: Heroic Adventures from the Time of King Arthur, 1992
  - The Merlin Chronicles (en), 1995
  - Chronicles of the Holy Grail, 1996 (aussi publié sous le titre Quest for the Holy Grail, 1997)
  - The Chronicles of the Round Table, 1997 (aussi publié sous le titre Tales of the Round Table, 1997).
- The Pendragon's Banner Trilogy (en), Helen Hollick (en)
  - The Kingmaking, 1994
  - Pendragon's Banner, 1995
  - Shadow of the King, 1997
- Michael Morpurgo :
  - Le Roi Arthur, 1995, illustré par Michael Foreman
  - Sire Gauvain et le Chevalier vert, 2004
- Rosalind Miles, Trilogie de Guenièvre
  - Guenevere, Queen of the Summer Country (en) (1999)
  - The Knight of the Sacred Lake (en) (2000)
  - Child of the Holy Grail (2000)
- Stones of Power, David Gemmell
  - Le Fantôme du roi (1988)
  - La Dernière Épée de pouvoir (1988)
- Albion (en) (Trilogie de romans historiques durant la Grande-Bretagne d'Arthur), Patrick McCormack :
  - The Last Companion (1997)
  - The White Phantom (2000)
  - The Lame Dancer (Non publié mais Une version prête à imprimer est disponible avec l'autorisation de l'auteur sur Lame Dancer. - c/o School of Computing & Information Technology - Nathan campus of Griffith University, Brisbane, Australia. - (Adobe Acrobat *.PDF document))
- The Dark Is Rising (en) (série écrite pour les enfants plus âgés et les jeunes adultes), Susan Cooper, 1984 :
  - Over Sea, Under Stone (en), 1965
  - L'Enfant contre la nuit, 1973)
  - Greenwitch, 1974
  - The Grey King (en), 1975
  - Silver on the Tree, 1977
- Merlin, Robert Nye (en), 1978
- The Warlord Chronicles (La Saga du roi Arthur (en)), Bernard Cornwell, 3 volumes :
  - Le Roi de l'hiver, 1998,  (ISBN 287706316X)
  - L'Ennemi de Dieu (en), 2000,  (ISBN 287706347X)
  - Excalibur (en) , 2000,  (ISBN 2877063984)

##### Écossais
- Plusieurs épisodes de la série The Book of Romance, d'Andrew Lang, 1902 :
  - The Drawing of the Sword
  - The Questing Beast
  - The Sword Excalibur
  - The Story of Sir Balin
  - How the Round Table began
  - The Passing of Merlin
  - How Morgan Le Fay tried to kill King Arthur
  - What Beaumains asked of the King
  - The Quest of the Holy Graal
  - The Fight for the Queen
  - The Fair Maid of Astolat
  - Lancelot and Guenevere
  - The End of it All
- To the Chapel Perilous, Naomi Mitchison, 1955

#### Irlandais
The Quest of Excalibur (Excalibur, ou le Retour du roi Arthur), Leonard Wibberley, 1959

#### Américain
- Howard Pyle, en quatre volumes

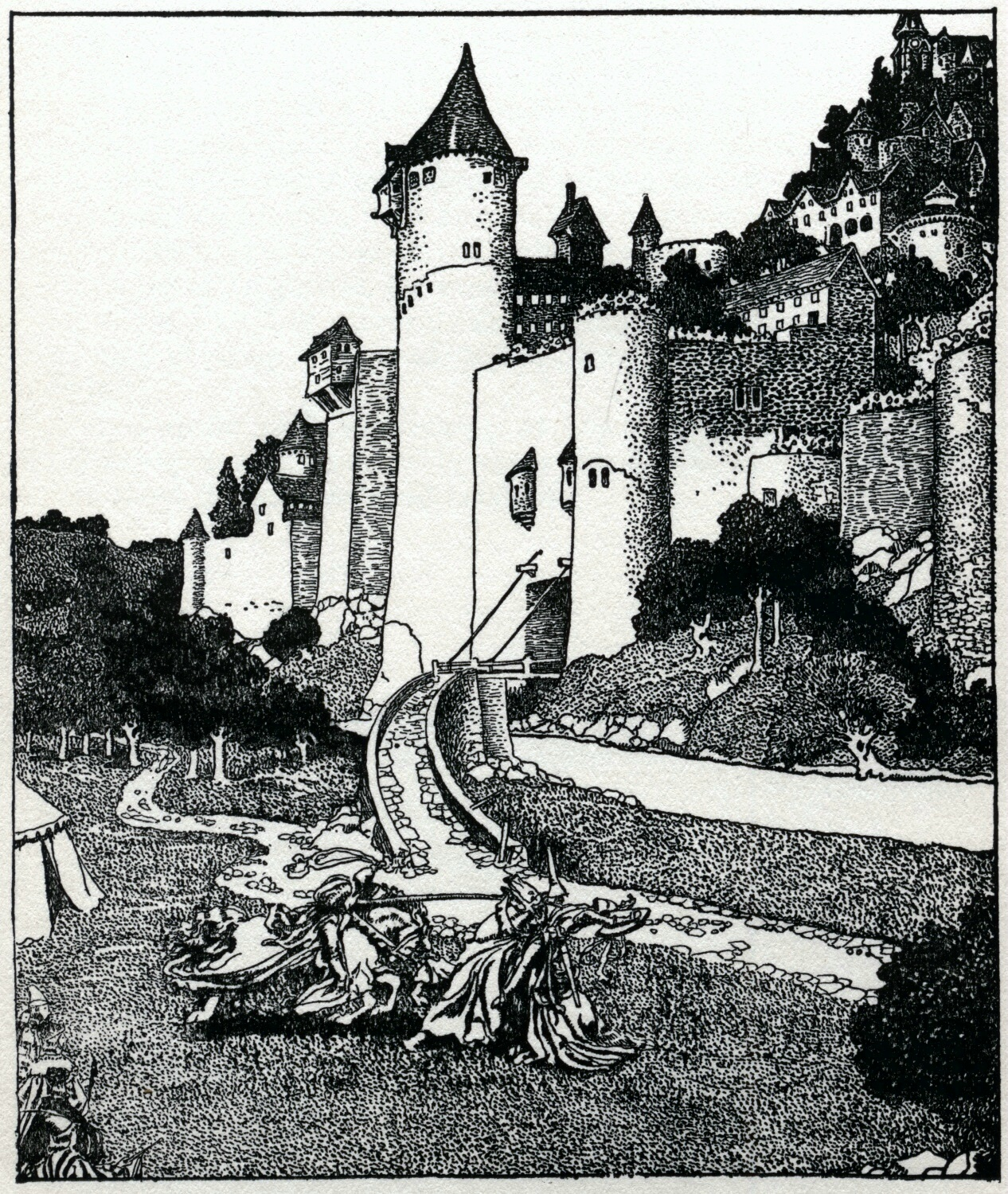
Deux chevaliers devant le château de Caméliard, illustration d'Howard Pyle dans The Story of King Arthur and His Knights, 1903.

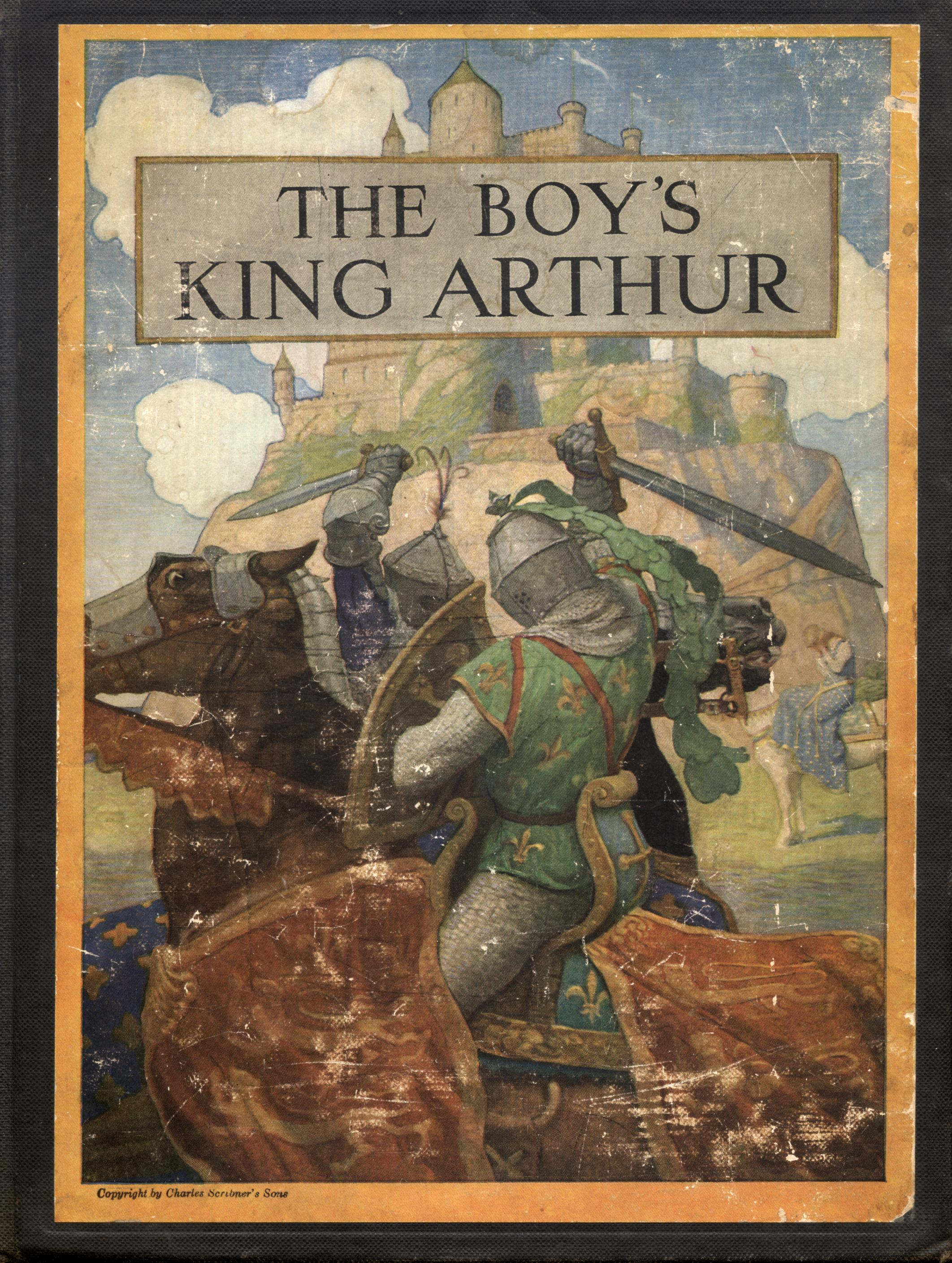
Couverture de The Boy's King Arthur: Sir Thomas Malory's History of King Arthur and His Knights of the Round Table, New York, 1922.

  - The Story of King Arthur and His Knights (en), 1903
  - The Story of the Champions of the Round Table (en), 1905
  - The Story of Sir Launcelot and His Companions (en), 1907
  - The Story of the Grail and the Passing of King Arthur (en), 1910
- Stories of King Arthur and His Knights, Uriel Waldo Cutler, 1904. C'est une version abrégé du Morte d'Arthur de Thomas Malory, qui eut tant de succès qu'une traduction de celui-ci a servi de première édition polonaise du Morte d'Arthur.
- Heroes Every Child Should Know, Hamilton Wright Mabie (en), 1906 :
  - King Arthur, adapté du Stories from Le Morte d'Arthur and the Mabinogion de Beatrice Clay
  - Sir Galahad, adapté du Stories from Le Morte d'Arthur and the Mabinogion de Beatrice Clay
- Helen of Troy and Other Poem, série de poèmes de Sara Teasdale, 1911, dont deux sont arthuriens :
  - Guenevere
  - Galahad in the Castle of the Maidens
- The Waste Land (La Terre vaine), poème de T. S. Eliot, 1922
- Merlin's Godson (trad : le filleul de Merlin), H. Warner Munn (en)
  - King of the World's Edge, 1936
  - The Ship from Atlantis, 1967
  - Merlin's Ring (en), 1974
- The Holy Grail, Jack Spicer, 1964
- Acts of King Arthur and his Noble Knights (en) (Le Roi Arthur et ses preux chevaliers), John Steinbeck, 1976
- Lancelot (en), Walker Percy, 1977
- Arthur Rex: A Legendary Novel (en), Thomas Berger, 1978
- Vera Chapman (en)
  - The Green Knight, 1975
  - King Arthur's Daughter, 1976
  - The King's Damosel (en), 1976
  - The Three Damosels, omnibus (en), 1978
  - A Sword for Arthur, nouvelle publiée dans l'anthologie de l'Anglais Mike Ashley (en) The Merlin Chronicles (en), 1995
  - The Enchantresses, (en collaboration avec Mike Ashley) 1998
- The Down the Long Wind series (Légende Arthurienne, trilogie historico-fantastique d'Arthur), Gillian Bradshaw (1980–82)
  - Hawk of May (en), 1980
  - Kingdom of Summer (en), 1982
  - In Winter's Shadow (en), 1982
- The Mists of Avalon (Le Cycle d'Avalon), Marion Zimmer Bradley (les deux derniers écrits par Diana L. Paxson, basé sur les notes de son amie alors défunte), 8 volumes, racontant l'histoire du point de vue de personnages féminins, jusqu'alors ignorés par les différents auteurs :
  - The Mists of Avalon (Les Dames du lac et Les Brumes d'Avalon), 1983
  - The Fall of Atlantis (La Chute d'Atlantis), 1987
  - The Forest House (en) (La Colline du dernier adieu), 1994
  - Lady of Avalon (en) (Le Secret d'Avalon), 1997
  - Priestess of Avalon (La Prêtresse d'Avalon), 2000
- Diana L. Paxson :
  - Suite du Cycle d'Avalon, poursuivi après la mort de Marion Zimmer Bradley :
    - Ancestors of Avalon (Les Ancêtres d'Avalon), 2004
    - Ravens of Avalon, 2007
    - Sword of Avalon, 2009

  - The White Raven (basé sur Tristan et Iseult), 1988
- Cycle de Pendragon, Stephen R. Lawhead, 5 volumes, faisant l'analogie entre Avalon et Atlantide :
  - Taliesin, 1987
  - Merlin, 1988
  - Arthur, 1989
  - Pendragon, 1994
  - Le Graal, 1997
  - Avalon: The Return of King Arthur (Avalon : Le Retour du roi Arthur), 1999
- Guinevere trilogy (en), Persia Woolley (en) :
  - Child of the Northern Spring (en), 1987
  - Queen of the Summer Stars (en), 1991
  - Guinevere: The Legend in Autumn (en), 1993
- Peter David, qui fit voyager le roi Arthur dans le monde moderne
  - Knight Life (en), 1987, où le héros se présente aux élections municipales de New York et reçoit Excalibur dans Central Park
  - One Knight Only, 2004
  - Fall of Knight, 2007
- Le Chevalier à l'armure rouillée (es) (Le Chevalier à l'armure rouillée), Robert Fisher (en), 1987
- The Road to Avalon, Joan Wolf, 1988
- Dans la série La Cabane magique, crée en 1992 par Mary Pope Osborne, la fée Morgane est un des personnages principaux. Aussi, plusieurs romans ont pour cadre la légende arthurienne :
  - Au royaume du roi Arthur, 2006
  - Le dragon de feu, 2017
- The Arthor series, A. A. Attanasio
  - The Dragon and the Unicorn, 1994
  - The Eagle and the Sword, 1997)
  - The Wolf and the Crown, 1998
  - The Serpent and the Grail, 1999
- Nancy McKenzie (toute sa production littéraire)
  - Guenièvre, l'enfant reine, 1994
  - Guenièvre, reine de Bretagne (combiné avec le précédent et republié dans Queen of Camelot (ou Guenièvre) en 2002), 1995
  - Le prince du Graal (en), 2003
  - Le prince des rêves, 2004
  - The Chrysalis Queen Quartet series:
    - Guinevere's Gift, 2008
    - Guinevere's Gamble, 2009
- Parke Godwin :
  - Firelord (en), 1980
  - Beloved Exile, 1984
  - The Last Rainbow, 1985
- The Tales of Arthur, cycle du corpus The Keltiad (en) (corpus de 8 romans, plus quelques courtes histoires), Patricia Kennealy-Morrison
  - Tales of Aeron :
    - The Copper Crown, 1984
    - The Throne of Scone, 1986
    - The Silver Branch, 1988

  - Tales of Arthur :
    - The Hawk's Gray Feather, 1990
    - The Oak Above the Kings, 1994
    - The Hedge of Mist, 1996

  - Blackmantle: A Triumph, 1997
  - The Deer's Cry, 1998
  - Tales of Spiral Castle: Stories of the Keltiad, 2014 (courtes histoires)
- The Lost Years of Merlin Epic, T.A. Barron (en) :
  - The Lost Years of Merlin Epic :
    - Merlin Book 1: The Lost Years (en), 1996
    - Merlin Book 2: The Seven Songs (en), 1997
    - Merlin Book 3: The Raging Fires (en), 1998
    - Merlin Book 4: The Mirror of Fate (en), 1999
    - Merlin Book 5: A Wizard's Wings (en), 2000

  - Merlin's Dragon Trilogy :
    - Merlin Book 6: The Dragon of Avalon, 2008
    - Merlin Book 7: Doomraga's Revenge, 2009
    - Merlin Book 8: Ultimate Magic, 2010

  - The Great Tree of Avalon Trilogy :
    - Merlin Book 9: The Great Tree of Avalon (en), 2004
    - Merlin Book 10: Shadows on the Stars (en), 2005
    - Merlin Book 11: The Eternal Flame (en), 2007

  - The Book of Magic :
    - Merlin Book 12: Merlin: The Book of Magic, encyclopédie dédiée à la série , 2011
- Gerald Morris :
  - The Squire's Tales :
    - The Squire's Tale, 1998
    - The Squire, His Knight, and His Lady (en), 1999
    - The Savage Damsel and the Dwarf, 2000
    - Parsifal's Page, 2001
    - The Ballad of Sir Dinadan, 2003
    - The Princess, the Crone, and the Dung Cart Knight, 2004
    - The Lioness and Her Knight, 2005
    - The Quest of the Fair Unknown, 2006
    - The Squire's Quest, 2009
    - The Legend of the King, 2010

  - The Knights' Tales :
    - The Adventures of Sir Lancelot the Great, 2008
    - The Adventures of Sir Givret the Short, 2008
    - The Adventures of Sir Gawain the True, 2011
    - The Adventures of Sir Balin the Ill-Fated, 2012
- Molly Cochran et Warren Murphy
  - The Forever King (en) (traduit en français par : Le Maître de l'éternité)
  - The Broken Sword
  - The Third Magic
- Merlin's Bones, Fred Saberhagen
- Phyllis Ann Karr :
  - The Idylls of the Queen (en), 1982
  - The King Arthur Companion, 1983, réécrit sous le titre The Arthurian Companion, 1997
- Arthurian sequence, Elizabeth E. Wein (en) :
  - The Winter Prince (en), Atheneum, 1993, réédité par Firebird Books, 2003
  - A Coalition of Lions, Viking, 2003
  - The Sunbird, Viking, 2004
- The Dragon Lord (en), David Drake, 1972 (remodelé en 1982)
- Merlin's Mirror, Andre Norton, 1975
- The Return of Merlin, Deepak Chopra, 1995
- The Merlin Mystery (en), puzzlehunt (en) écrit par Jonathan Gunson, illustré par Gunson et Marten Coombe, 1998
- The Mad Merlin Trilogy, J. Robert King (en) :
  - Mad Merlin, 2000
  - Lancelot du Lethe, 2001
  - Le Morte d’Avalon, 2003

#### Canadien
- The Lyre of Orpheus (en), troisième volume de La Trilogie des Cornish (en), Robertson Davies, 1988
- A Dream of Eagles (en) (Camulod Chronicles), Jack Whyte
  - The Sky Stone (en), 1992
  - The Singing Sword (en), 1993
  - The Eagles' Brood (en), 1994
  - The Saxon Shore (en), 1998
  - The Sorcerer Part 1: The Fort at River's Bend, 1997
  - The Sorcerer Part 2: The Sorcerer: Metamorphosis, 1999
  - Uther, 2001
  - Clothar the Frank (en) (intitulé The Lance Thrower hors Canada), 2004
  - The Eagle (en), 2006
- The Fionavar Tapestry (La Tapisserie de Fionavar), Guy Gavriel Kay
  - The Summer Tree (en), 1984
  - The Wandering Fire (en), 1986
  - The Darkest Road (en), 1986

#### Australien
- The Little Wench (trad : La petite jeune femme, sur la romance de Lancelot et Guenièvre), Philip Lindsay (en), 1935
- The Chapel Perilous, 1972, Dorothy Hewett

#### Russe
- Nikolai Tolstoy
  - The Coming of the King: The First Book of Merlin (premier roman d'une trilogie pour l'instant inachevée), 1988

#### Japonais
- Kairo-kō (en), Natsume Sōseki, 1905

#### Polonais
- La Dame du lac, septième volume de la série de fantasy Le Sorceleur, d'Andrzej Sapkowski, 1999

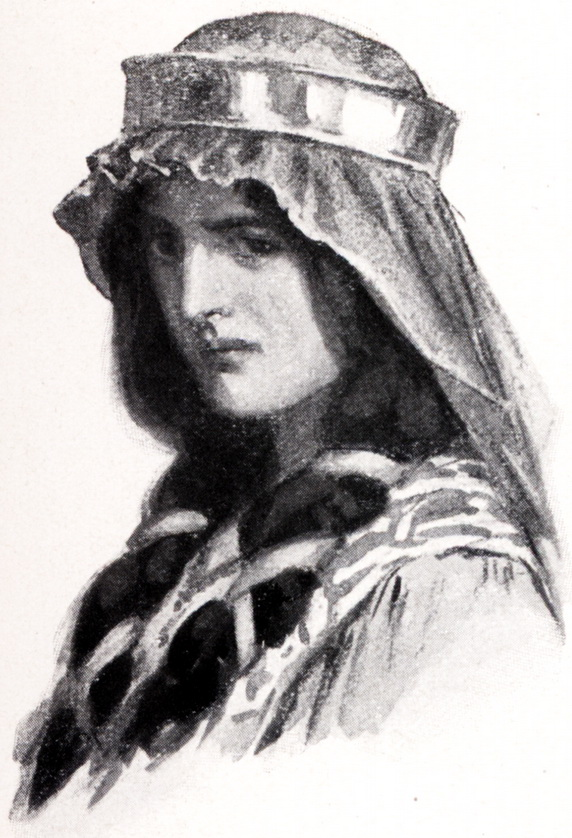
Morgan le Fay de W. H. Margetson, illustration de Legends of King Arthur and His Knights de Janet MacDonald Clark.

#### Nationalité de l'auteur inconnue
- Legends of King Arthur and His Knights, Janet MacDonald Clark, 1914[20]

### XXIesiècle

#### Français
- Claudine Glot :
  - Contes et légendes de Brocéliande, coécrit avec Marie Tanneux, 2002  (ISBN 978-2-7373-3053-7)
  - La légende de Merlin, 2003 ;
  - La Légende arthurienne, coécrit avec Marc Nagels :
    - Excalibur ou l'aurore du royaume, 2009 ;
    - Lancelot ou l'âge d'or de la table ronde, 2010 ;
    - La Quête du Graal et le destin du royaume, 2011 ;

  - Il était une fée..., illustré par Armel Gaulme :
    - Morgane, 2004 ;
    - Viviane, 2005.
- Anne-Marie Cadot-Colin :
  - Perceval ou le conte du Graal, 2005 ;
  - Yvain, le chevalier au lion, 2006 ;
  - Lancelot du Lac, 2008 ;
  - Merlin, 2009 ;
  - Chroniques du Graal, 2012 ;
  - Arthur de Carduel.
- Christian de Montella :
  - Graal :
    - Le chevalier sans nom, 2003
    - La neige et le sang, 2003
    - La Nef du lion, 2004
    - La revanche des ombres, 2005

  - Graal Noir :
    - Le fils du diable, 2010
    - L'enfant des prodiges, 2010
    - L'héritier, 2011

  - Graal : La légende des chevaliers, 2014
- Azilis, Valérie Guinot :
  - L'épée de la liberté, 2007
  - La nuit de l'enchanteur, 2009
  - Le sortilège du vent, 2010
- Go with Me (en), Castle Freeman, Jr., 2008
- Les Chroniques des Elfes, Jean-Louis Fetjaine, 7 volumes :
  - Lliane, 2008
  - L'Elfe des terres noires, 2009
  - Le Sang des elfes, 2010
  - Le Crépuscule des elfes, 1998
  - La Nuit des elfes, 1999
  - L'Heure des elfes, 2000
  - Guinevere : la Dame blanche, 2014
- Les Chevaliers de la Table Ronde, Michel Pastoureau, 2006,  (ISBN 9782951741751)
- Nicolas Cauchy[21] :
  - Le roi Arthur, 2007
  - Lancelot du Lac, 2008
  - Perceval le Gallois, 2008
  - Au pays du roi Arthur, 2009
  - Les grandes légendes des chevaliers de la table ronde, 2015
- Série Merlin Zinzin, écrite par Marc Cantin et Isabel, illustrée par Stan et Vince[22] :
  - Un grimoire pour Merlin, 2009
  - Des soucis pour Lancelot, 2009
  - Le sort s’acharne, 2010
  - Rien n’arrête Viviane, 2010
  - Morgane s’en mêle, 2011
  - Une licorne pour cinq, 2011
  - Un sort au poil !, 2012
  - L’elfe des brumes, 2012
- L'Apprentie de Merlin, Fabien Clavel, 4 tomes :
  - Le Dragon et l'Épée, 2010
  - L'Ogre et le Bouclier, 2011
  - La Fée et le Bâton, 2012
  - La Sorcière et la Coupe, 2013
- Quelle épique époque opaque, Anne Pouget, 2013
- La dixième sœur ou Le secret de Morgane, Cyrille Férec, 2013[23]
- Série L'Élu De Camelot, Sébastien Langlois, Ed. Le Lys Bleu[24] :
  - Saison 1 : La Prophétie, 2019
  - Saison 2 : Le Chevalier Des Ténèbres, 2020
  - Saison 3 : Élu Contre Élu, 2021
  - Saison 4 : Les Pouvoirs De La Terre, 2021
  - Saison 5 : Ultimes Combats, 2021
- Mireille Saver, Lancelot et le château maudit, 2012
- Merlin et son chat, Christophe Lambert, 2021
- Ségurant, le chevalier au dragon, album illustré adaptant le roman du même nom, écrit par Emanuele Arioli, illustré par Emiliano Tanzillo et Alekos Diacodimitri, 2023.
- Série La Magie d'Avalon, SG Horizons
  - La magie d'Avalon, tome 1 : Morgane, 2015
  - La magie d'Avalon, tome 2 : Pendragon, 2015
  - La magie d'Avalon, tome 3 : Myrddin, 2016
  - La magie d'Avalon, tome 4 : Arthur, 2016
  - La Magie d'Avalon, Tome 5 : Nimue, 2016
  - La Magie d'avalon, tome 6 : Leodagan, 2017
  - La magie d'avalon, tome 7 : Shannon, 2021
- Joël Le Bras :
  - L'Enfance d'Arthur, 2024  (ISBN 979-10-203-7697-8), Ed. Baudelaire.

#### Britanniques

##### Anglais
- Le Codex Merlin, Robert Holdstock
  - Celtika, 2001
  - Le Graal de fer (The Iron Grail), 2002
  - Les Royaumes brisés (The Broken Kings), 2007
- Arthur, Kevin Crossley-Holland :
  - La Pierre prophétique (en), 2000
  - À la croisée des chemins, 2001
  - Un croisé à Venise, 2003
  - Le Voyage de Gatty, 2006.
- Sangreal Trilogy, Jan Siegel (en)
  - The Greenstone Grail, 2005
  - The Traitor's Sword, 2006
  - The Poisoned Crown, 2007
- Here Lies Arthur (en) (Arthur, l'autre légende), Philip Reeve, 2007
- The Death of King Arthur: The Immortal Legend – A Retelling, réécriture du Morte d'Arthur de Thomas Malory, Peter Ackroyd, 2010
- The Devices Trilogy, Philip Purser-Hallard (en)
  - The Pendragon Protocol (en), 2014
  - The Locksley Exploit, 2015
  - Trojans, 2016
- The Buried Giant, Kazuo Ishiguro, 2015
- Radiant Brow: The Epic of Taliesin, H. Catherine Watling, 2015[25]

##### Gallois
- Corbenic, Catherine Fisher, 2002

#### Irlandais
- Dans Les Secrets de l’immortel Nicolas Flamel (série de six romans pour la jeunesse), Michael Scott évoque des artéfacts et personnages de la légende arthurienne

#### Belge
- La Ménopause des fées, Gudule, 2005

#### Canadien
- Merlin, série de six livres pour la jeunesse, Laurence Carrière :
  - Tome 1 : L'école des druides, 2009
  - Tome 2 : L'épée des rois, 2009
  - Tome 3 : Le monde des ombres, 2009
  - Tome 4 : Les portes de glace, 2009
  - Tome 5 : L'étrange pays des fées, 2010
  - Tome 6 : La colère des géants, 2012
- L'Armorique arthurienne, Goulven Peron, 2013[26]
- L'Ultime Trésor, 2017[27]

#### Américain
- Série House of Pendragon de Debra A. Kemp (en) :
  - The Firebrand (en), 2003
  - The Recruit, 2007
- Jane Yolen
  - Sword of the Rightful King, 2003
  - The Young Merlin Trilogy: Passager, Hobby, and Merlin, 2004
- Camelot series (série sur les frères Gauvain, Gareth, Agravain, et Geraint), Sarah Zettel
  - In Camelot's Shadow, 2004
  - For Camelot's Honor, 2005
  - Under Camelot's Banner, 2006
  - Camelot's Blood, 2008
- The Extraordinary Adventures of Alfred Kropp (en), Rick Yancey, 2005
- The Book of Mordred, Vivian Vande Velde (en), 2005
- Avalon High (en), Meg Cabot, 2005
- Kinley MacGregor (Sherrilyn Kenyon) :
  - Sword of Darkness, 2006  (ISBN 0-06-056544-6)
  - Knight of Darkness, 2006  (ISBN 0-06-079662-6)
- Mordred, Bastard Son (en), Douglas Clegg, 2006
- The Chronicles of the Imaginarium Geographica, James A. Owen (en), 8 volumes :
  - Here, There Be Dragons (en), 2006 ;
  - The Search for the Red Dragon (en), 2008 ;
  - The Indigo King (en), 2008 ;
  - The Shadow Dragons (en), 2009 ;
  - The Dragon's Apprentice (en), 2010 ;
  - The Dragons of Winter, 2012 ;
  - The First Dragon, 2013 ;
  - The Dragon Knight, 2020.
- Les descendants de Merlin, 2007, Irene Radford, 3 volumes :
  - Wren
  - Resmiranda
  - Griffin
- Le cycle de Merlin, 2007, Mary Stewart
- Dracula vs. King Arthur, Adam Beranek, Christian Beranek (en) et Chris Moreno, 2007
- Song of the Sparrow (en), Lisa Ann Sandell (en), 2007
- Camelot Lost, Jessica McHugh (en), 2008
- Sons of Avalon (en), Dee Marie (en) série dont il n'est sorti pour l'instant qu'un épisode
  - Merlin's Prophecy, 2008
- Orion and King Arthur, Ben Bova, 2011
- Arthur Dies at the End, réécriture humoristique du Morte d'Arthur de Thomas Malory, Jeffrey Wikstrom, 2014[28] :
  - Something About a Sword and a Stone?
  - Morgan le Fay, Queen of Gore
  - Sir Tristan is Just Awful
  - Sir Galahad is Better than You
  - Guinevere, Best Nun Ever

#### Japonais
- Plusieurs séries de la franchise Fate/stay night :
  - Fate/Zero, Gen Urobuchi, 2006-2007
  - Fate/Apocrypha, Yūichirō Higashide, 2012-2014
- Jardin d'Avalon, Kinoko Nasu, 2015

### Non daté

#### Britanniques

##### Gallois
- Vie de Caradoc (ou Livre de Caradoc), anonyme

#### Allemand
- Manuel und Amande (de), dont il n'existe aucun manuscrit complet et qui date de la fin du Moyen-Âge

#### Nationalité de l'auteur inconnue
- De Ortu Waluuanii Nepotis Arturi (en) (L'ascension de Gauvain, neveu d'Arthur), écrit en latin, anonyme (attribué à Robert de Torigni ou Ranulf Higdon), datant du XIIe siècle ou du XIIIe siècle.
- La Folie de Suibhne, écrit entre 1200 et 1500[2]

## Œuvres musicales

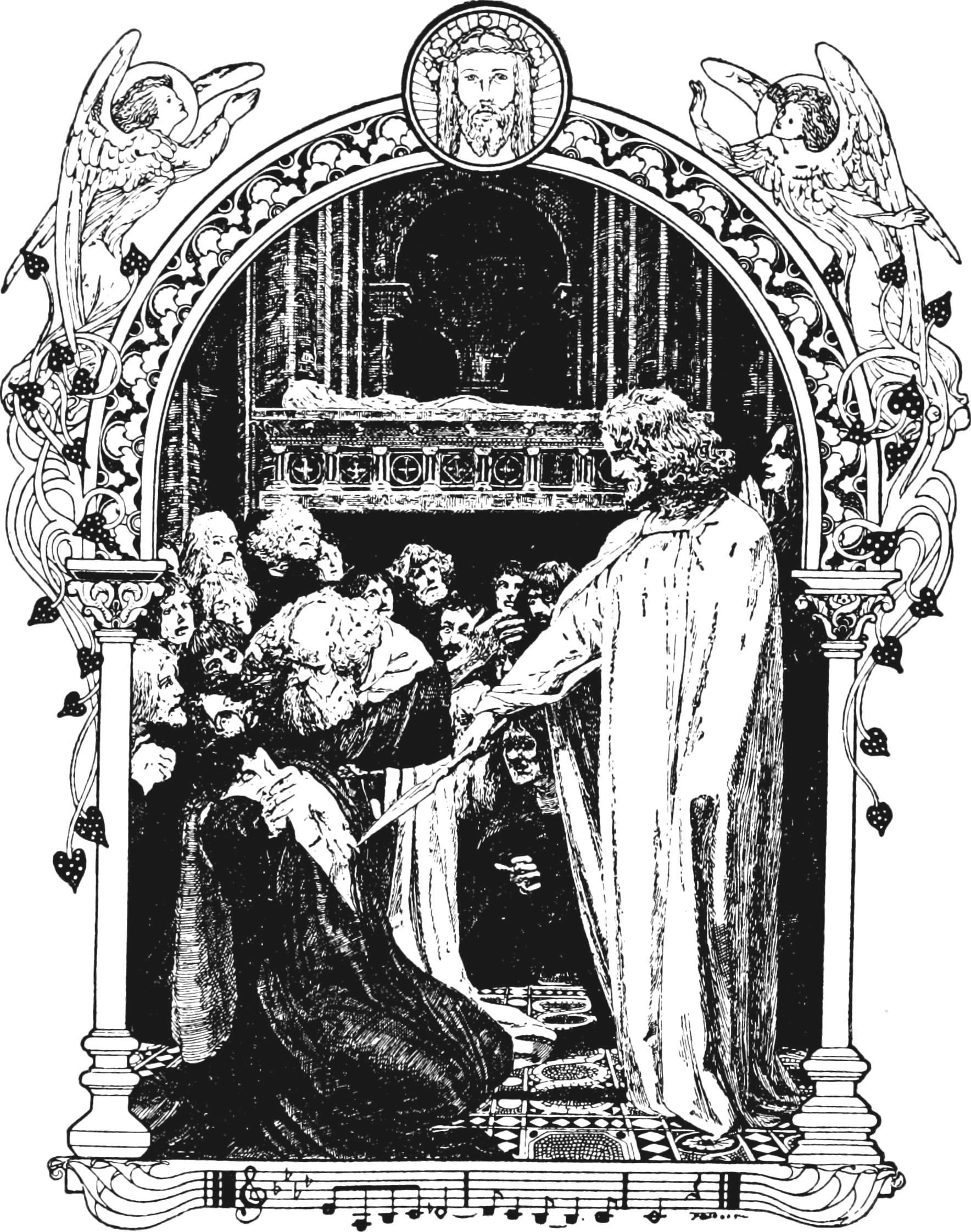
Livret de Parsifal, opéra de Richard Wagner.

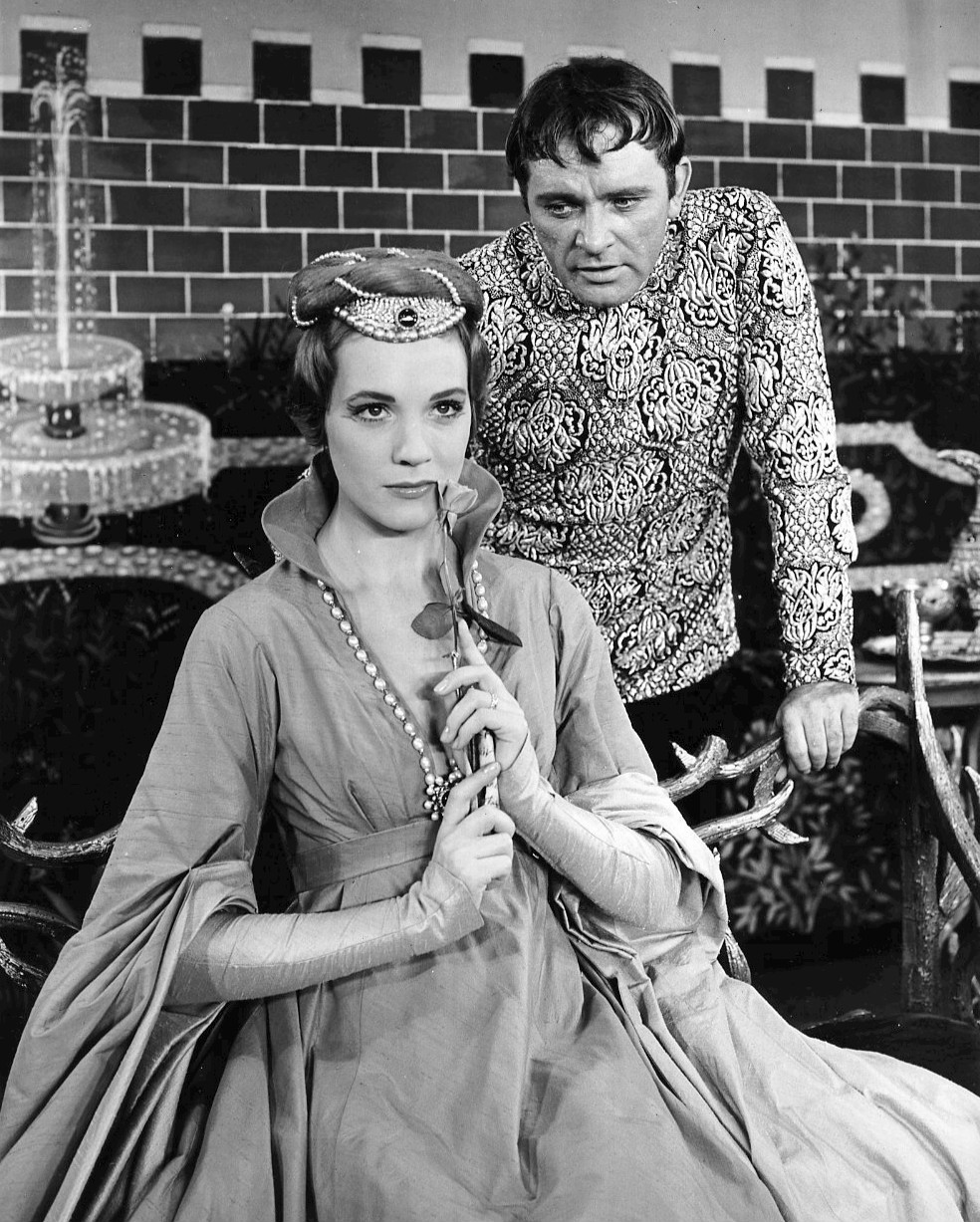
Richard Burton et Julie Andrews dans la comédie musicale Camelot en 1962.

### Avant leXXesiècle
- King Arthur, opéra d'Henry Purcell, 1691.
- Les Chevaliers de la Table ronde, opéra bouffe en trois actes de Louis-Auguste Florimond Ronger dit Hervé, 1866.
- Le Roi Arthus, opéra d'Ernest Chausson, 1895.
- Opéras de Richard Wagner :
  - Lohengrin, 1850 (d'après le personnage médiéval germanique légendaire de Lohengrin)
  - Parsifal, 1882 (« festival scénique sacré » fondé sur l’épopée médiévale Parzival de Wolfram von Eschenbach et sur Perceval ou le Conte du Graal de Chrétien de Troyes.)
  - Tristan und Isolde, 1865 (d'après la légende médiévale celtique de Tristan et Iseut)
- Edward Elgar :
  - Parsifal, Good Friday Music (arrangement sur une musique par Richard Wagner), 1894
  - The Black Knight (en) (selon certains commentateurs de l'époque, cette symphonie évoquait Parsifal par Richard Wagner, compositeur qui influença beaucoup le musicien[29]), 1889-92

### XXesiècle
● Guinnevere, chanson de David Crosby de 1968, parue sur l'album Crosby, Stills & Nash sorti en 1969
- Merlin, opéra d'Isaac Albéniz écrit entre 1897 et 1902
- Myrdhin, opéra de Paul Ladmirault, 1902-1909.
- Le Roi Arthus, opéra de Ernest Chausson, 1903
- A Connecticut Yankee (en), comédie musicale d'Herbert Fields, 1927
- Le Chevalier de neige, livret pour spectacle musical écrit en 1953 par Boris Vian, avec une musique de Georges Delerue. Il est devenu un véritable opéra en 1957 lorsque Marcel Lamy, directeur du théâtre de Nancy l'a présenté en plus grand format.
- Camelot, comédie musicale américaine par Alan Jay Lerner et Frederick Loewe, créée à Broadway en 1960.
- Guinevere, chanson figurant dans l'album Sunshine Superman du musicien rock britannique Donovan, sorti en septembre 1966
- The myths and legends of King Arthur and the knights of the Round Table, album de rock progressif, Rick Wakeman, 1975.
- Sir Gawain and the Green Knight, opéra composé par Richard Blackford (en), 1978
- Avalon, dernier album studio, soft rock, du groupe britannique Roxy Music, sorti en 1982.
- Les tubes d'Italo disco interprétés par Monica Stucchi alias Valerie Dore, exaltant l'histoire de personnages arthuriens ainsi que l'amour courtois :
  - Guinnevere, 1985
  - King Arthur, 1986
  - Lancelot, 1986
  - King Arthur / The Battle, 1986
- The Mist of Avalon, album d'Alan Stivell, composé de chansons accompagnées par des mélodies celtiques aux accents pop rock, 1991.
- Gauvain (en), opéra de Harrison Birtwistle et David Harsent (en) basé sur Sire Gauvain et le Chevalier vert, créé en 1991[30].
- Les Caprices de Morgane, œuvre de jazz d'Antoine Hervé, avec percussions et bagad de cornemuses, interprétée au Festival interceltique de Lorient en 1997.
- Excalibur, opéra-rock celtique d'Alan Simon, 1998.
- Excalibur, album du groupe de heavy metal Grave Digger, 1999.

### XXIesiècle
- Gwyneth and the Green Knight, opéra de Lynne Plowman basé sur Sire Gauvain et le Chevalier vert, narrant l'histoire de l'écuyère de Gauvain, Gwyneth, qui tente de devenir chevalier, 2002
- Graal, comédie musicale de Catherine Lara, 2005.
- Artus-Excalibur, aussi connue sous le titre de Xcalibur en Asie, comédie musicale de Frank Wildhorn, Robin Lerner et Ivan Menchell, 2014
- High Noon Over Camelot, album du groupe The Mechanisms, 2014
- La Légende du roi Arthur, comédie musicale de Dove Attia et Albert Cohen, 2015

## Théâtre
- Jeu de la Feuillée (ou Le Jeu Adam), pièce en vers, Adam de la Halle, vers 1262
- Sainte Tryphine et le Roi Arthur, mystère en breton de François-Marie Luzel, 1863.
- La Mort de Tintagiles, pièce avec des marionnettes, Maurice Maeterlinck, 1894.
- Les Chevaliers de la Table ronde, Jean Cocteau, 1937.
- Sir Gawain and the Green Knight, joué par The Tyneside Theatre companyat à l'University Theatre de Newcastle, dirigé par Michael Bogdanov (en) et basé sur une traduction de Brian Stone, 1971[31].
- Graal théâtre, décalogie de pièces par Jacques Roubaud et Florence Delay, Gallimard, Paris, 1977-2005 :
  - Joseph d'Arimathie
  - Merlin l'enchanteur
  - Gauvain et le Chevalier Vert
  - Perceval le Gallois
  - Lancelot du Lac
  - L'enlèvement de la reine
  - Morgane contre Guenièvre
  - Fin des Temps Aventureux
  - Galaad ou la Quête
  - La tragédie du roi Arthur
- Sir Gawain and the Green Knight, Simon Corble (en), 1992

## Littérature

### Bandes dessinées
- Prince Vaillant, série de fantasy arthurienne de Harold Foster, première parution 1937
- Yves le Loup, série historique, scénarisée par Jean Ollivier et dessinée par René Bastard (remplacé par Eduardo Coelho lors d'un court intermède), 1947-1965
- Hugo Pratt, deux aventures de Corto Maltese :
  - Les Celtiques (recueil de 6 histoires dessinées), 1971-1972 (première prépublication)
  - Les Helvétiques, 1987 (première prépublication)
- Camelot 3000, comics de science-fiction de Mike W. Barr et Brian Bolland, 1984
- Les Héros cavaliers, série historique écrite par Patrick Cothias et dessinée par Michel Rouge, 1986-1997 :
  - Perd-cheval, dessin de Michel Rouge, 1986
  - La Grande Ourse, dessin de Michel Rouge, 1988
  - Mark de Cornwall, dessin de Philippe Tarral, 1993
  - L'Esprit de Vermine, dessin de Philippe Tarral, 1994
  - Blanche fleur, dessin de Philippe Tarral, 1996
  - La Faim des illusions, dessin de Philippe Tarral, 1997
- Pour l'amour de Guenièvre de Jean-Claude Servais, 1992
- Le Chant d'Excalibur, série d'Heroic fantasy d'Arleston Scotch et Éric Hübsch, 1998
- Arthur, série de fantasy arthurienne de David Chauvel et Jérôme Lereculey, 1999-2006
- Jean-Luc Istin (scénario) :
  - Merlin, série dessinée par Éric Lambert, 2000-2014
  - Merlin, la quête de l'épée, série dérivée dessinée par Nicolas Demare, 2005-2012
- Merlin de Joann Sfar, Munuera et Jean-David Morvan (série créée en 2002)
- Leonora, David B. (scénario) et Pauline Martin (dessin), Denoël, coll. « Denoël Graphic », 2004[32]
- François Debois (scénariste) :
  - Les Contes de Brocéliande, série de 2004 à 2006, Soleil Productions, collection Soleil Celtic
  - La Quête du Graal, série de 2006 à 2011, dessins de Stéphane Bileau, Soleil Productions, collection Soleil Celtic
- Vinland Saga, série de manga écrite par Makoto Yukimura et débutée en 2005 ; l'histoire ne se déroule pas pendant le cycle arthurien mais il y est fait de nombreuses références tout au long de l'œuvre.
- Légendes de la Table Ronde, série scénarisée par Ronan Le Breton et dessinée par plusieurs dessinateurs, 2005-2006 :
  - Premières Prouesses, 2005
  - Le Cerf blanc, 2006
  - Le Chevalier noir, 2006
- Kaamelott, série d'heroic fantasy humoristique d'Alexandre Astier et Steven Dupré, de 2006 à 2008, reprise de la série télévisée du même nom
- Avalon High: Coronation, série manga de Meg Cabot, adapté de son roman Avalon High (en) :
  - The Merlin Prophecy, 2007
  - Homecoming, 2008
  - Hunter's Moon, 2009
- Wanderers
- Hellboy, de Mike Mignola, dans l'arc The Storm and the Fury (2010-2011)
- Excalibur - Chroniques, série de 2012-2013, scénario de Jean-Luc Istin et dessins d'Alain Brion, Soleil Productions, collection Soleil Celtic
- The Seven Deadly Sins (série de mangas librement basé sur les légendes arthuriennes), Nakaba Suzuki, 2012–présent
- Augie and the Green Knight, scénarisée par Zach Weiner et dessiné par Boulet, 2015
- Aliénor Mandragore, série de Séverine Gauthier (scénario) et Thomas Labourot (dessin), 2015-2017.
- Morgane, Simon Kansara (scénario) et Stéphane Fert (dessin), 2016[32]
- Furieuse, Geoffroy Monde et Mathieu Burniat, 2022
- Lancelot ou Le Chevalier de la charrette, adaptation de Lancelot ou le Chevalier de la charrette de Chrétien de Troyes, Clotilde Bruneau et Carlos Rafael Duarte, 2023.
- Le Chevalier au Dragon, adaptation du roman du XIIIe siècle Ségurant, le chevalier au dragon par Emanuele Arioli et Emiliano Tanzillo, 2023.
- Signé Olrik, épisode de Blake et Mortimer, par Yves Sente et André Juillard, 2024. Des indépendantistes cornouaillais projettent de retrouver la tombe du Roi Arthur et utiliser Excalibur comme emblème pour « libérer » la Cornouailles du Royaume-Uni.

Voir aussi Soleil Celtic où plusieurs séries mettent en scène le mythe arthurien.

## Filmographie

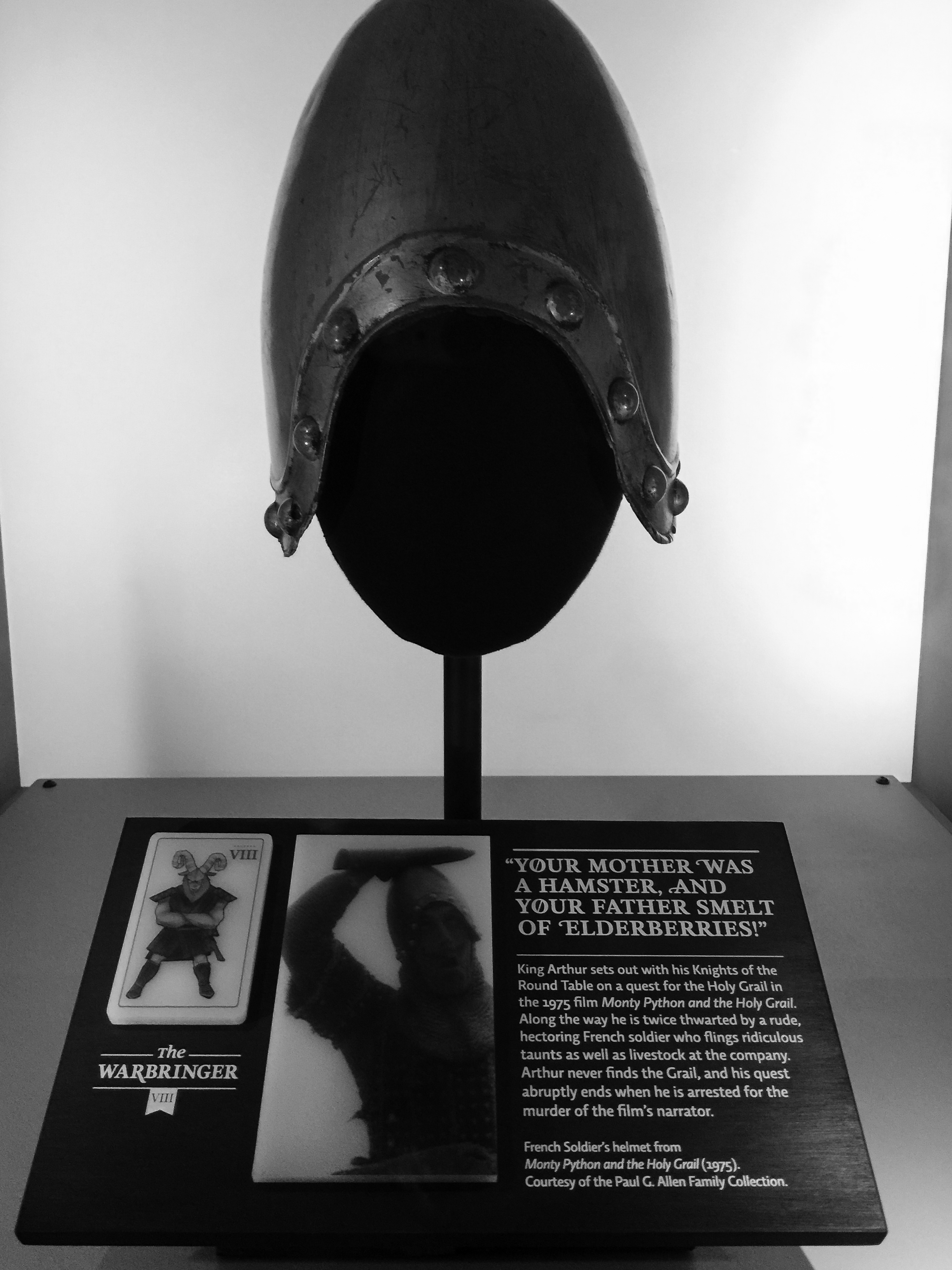
Un casque utilisé dans Monty Python : Sacré Graal ! exposé au Fiction and Fantasy Hall of Fame à Seattle.

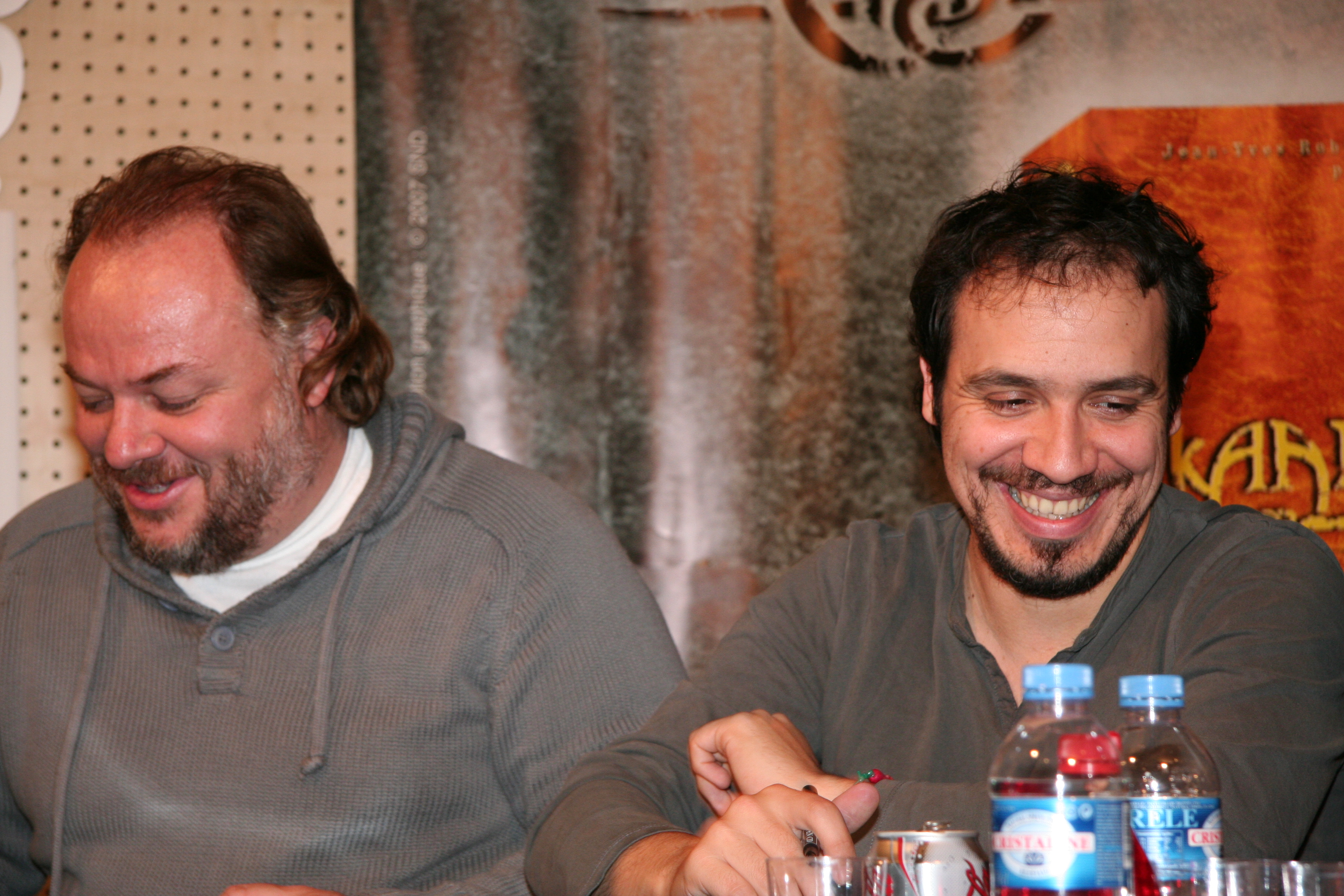
Brice Fournier et Alexandre Astier de Kaamelott.

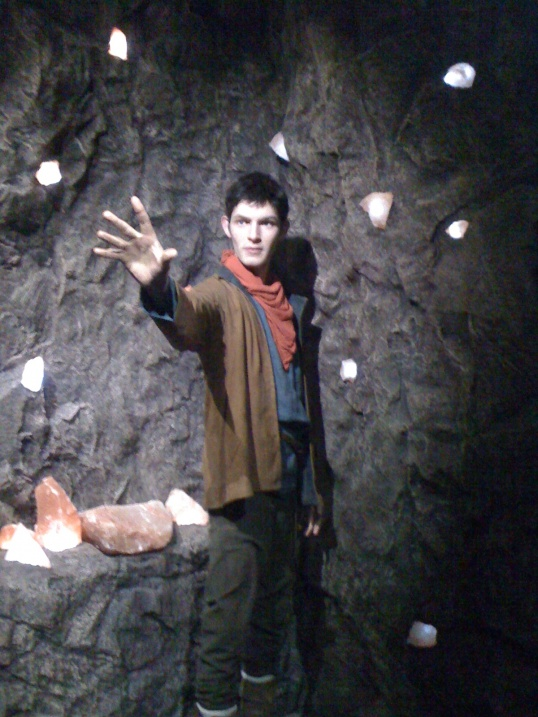
Colin Morgan de la série Merlin.

La mythologie arthurienne a donné lieu à de grandes productions cinématographiques et télévisuelles privilégiant soit l'aspect historique en occultant la magie, les artefacts légendaires afin de privilégier l'ambiance médiévale ou ceux insistant davantage sur le côté épique et héroic fantasy du personnage à travers des quêtes et des aventures fantastiques voir des comédies,,.

### Cinéma
- 1909 : Lancelot and Elaine de Charles Kent ;
- 1910 : Le Roi Arthur et les Chevaliers de la Table ronde, de Giuseppe De Liguoro ;
- 1912 : Le Saint Graal, film italien réalisé par Mario Caserini ;
- 1917 : Knights of the Square Table d’Alan Crosland ;
- 1931 : Le Fils de l'oncle Sam chez nos aïeux, film américain de David Butler ;
- 1942 : King Arthur Was a Gentleman (en) de Marcel Varnel ;
- 1943 : L'Éternel Retour de Jean Delannoy ;
- 1946 : Chevalier d'un jour court métrage d'animation américain de la série de Dingo de Jack Hannah ;
- 1948 : Squareheads of the Round Table (en) d’Edward Bernds ;
- 1949 : 
  - The Adventures of Sir Galahad de Spencer Gordon Bennet ;
  - Un Yankee à la cour du roi Arthur de Tay Garnett ;
- 1953 : Les Chevaliers de la Table ronde de Richard Thorpe ;
- 1954 :
  - Prince Vaillant de Henry Hathaway ;
  - Le Serment du chevalier noir de Tay Garnett ;
- 1957 : Les Chevaliers de la Table Ronde de François Chatel ;
- 1963 : 
  - Merlin l'Enchanteur de Wolfgang Reitherman ;
  - Lancelot chevalier de la reine ;
  - Le Siège des Saxons de Nathan Juran ;
- 1966 : Arthur et les chevaliers de la table ronde de Zoran Janjic ;
- 1967 : Camelot de Joshua Logan ;
- 1969 : The Canterbury Tales : The Wife of Bath’s Tale de Michael Bakewell et Roderick Graham ;
- 1970 : Lancelot du Lac de Claude Santelli ;
- 1973 : Gawain et le Chevalier vert de Stephen Weeks ;
- 1974 : 
  - Lancelot du Lac de Robert Bresson ;
  - Tristan et Iseult, film français d'Yvan Lagrange ;
- 1975 : 
  - Under the Round Table d’Allan Tarrant ;
  - Monty Python : Sacré Graal ! de Terry Jones et Terry Gilliam ;
- 1978 : Perceval le Gallois d'Éric Rohmer ;
- 1979 : 
  - Un cosmonaute chez le roi Arthur de Russ Mayberry ;
  - The Legend of King Arthur de Rodney Bennett ;
  - King Arthur de Tōei animation ;
- 1981 : Excalibur de John Boorman ;
- 1982 : 
  - Camelot de Marty Callner (en) ;
  - Parsifal de Hans-Jürgen Syberberg ;
- 1984 : 
  - L'Épée du vaillant ;
  - Morte d'Arthur Gillian Lynne ;
- 1985 : L'Épée du sorcier (en) de Clive Donner.
- 1988 : Nouvelles Aventures d'un yankee à la cour du roi (en), film soviétique de Mikhaïl Rochtchine ;
- 1989 : A Connecticut Yankee in King Arthur's Court, téléfilm américain de Paul Zindel ;
- 1990 :
  - Les Chevaliers de la Table ronde de Denis Llorca ;
  - Dragon and Slippers de Tibor Hernádi (en) ;
- 1991 :
  - Merlín de Adolfo Arrieta ;
  - Gawain and the Green Knight de John Michael Phillips[36] ;
- 1992 : Evil Dead 3 : L'Armée des ténèbres de Sam Raimi ;
- 1994 : 
  - Guenièvre, l'autre légende (en) de Jud Taylor ;
  - Seaview Knights (en) de Richard Kurti ;
- 1995 : 
  - The Dark Knight de Martin L. Andersen ;
  - Lancelot, le premier chevalier de Jerry Zucker ;
  - Un visiteur chez le roi Arthur de Michael Gottlieb ;
- 1996 : 
  - Crystal Cave: Lessons from the Teachings of Merlin de Stanley Dorfman (en) ;
  - La Légende de Johnny Mysto de Jeff Burr ;
- 1997 : Lancelot, le gardien du temps de Rubiano Cruz ;
- 1998 :
  - The Excalibur Kid de James Head ;
  - Merlin, téléfilm de Steve Barron ;
  - Camelot : The Legend de William R. Kowalchuk ;
  - Le Chevalier hors du temps, téléfilm de Roger Young ;
  - Excalibur, l'épée magique de Frederik Du Chau ;
- 1999 : La Quête d'Arthur de Neil Mandt ;
- 2000 : Le Retour de Merlin de Paul Matthews ;
- 2001 : 
  - Sir Caradoc at the Round Table de Stefan Scaini ;
  - Les Brumes d'Avalon de Uli Edel ;
- 2002 : 
  - Young Arthur de Mikael Salomon ;
  - Le Roi Arthur et la quête du Graal de Jens-Peter Behrend ;
  - Waxwork 2 : Perdus dans le temps d’Anthony Hickox ;
  - Arthur, roi des Bretons de Jean-Claude Bragard ;
  - Sir Gawain and the Green Knigh de Tim Fernee[37] ;
  - Tristan et Iseut de Thierry Schiel ;
- 2004 : 
  - King Arthur de Hannes Rossacher ;
  - Le Roi Arthur d'Antoine Fuqua ;
  - Quest for King Arthur de Don Campbell ;
  - Britain AD: King Arthur's Britain de John Dew. et Toni Bargalló ;
- 2006 : Tristan et Yseult de Kevin Reynolds ;
- 2007 : 
  - Shrek le troisième ;
  - La Dernière Légion ;
- 2008 : Pendragon: Sword of His Father (en) de Chad Burns ;
- 2010 : Avalon High : Un amour légendaire de Stuart Gillard ;
- 2012 : Merlin : L'Enchanteur de Stéphane Kappes avec Arthur Molinier ;
- 2014 : Sire Gauvain et le Chevalier Vert de Martin Beilby ;
- 2015 : 
  - Le Roi Artus de Graham Vick et François-René Martin ;
  - Arthur et Merlin. La légende renaît de Marco van Belle ;
- 2016 : La Légende du roi Arthur. Quand l’Amour change le cours de l’Histoire de Giuliano Peparini ;
- 2017 : 
  - Le Roi Arthur : La Légende d'Excalibur de Guy Ritchie ;
  - King Arthur and the Knights of the Round Table de Jared Cohn ;
  - Transformers: The Last Knight de Michael Bay ;
- 2019 : 
  - Hellboy de Neil Marshall ;
  - Alex, le destin d'un roi de Joe Cornish ;
- 2021 : 
  - Kaamelott : Premier Volet d'Alexandre Astier ;
  - The Green Knight de David Lowery ;
  - Scooby-Doo et la Légende du Roi Arthur, vidéofilm d'animation américain réalisé par Maxwell Atoms.

### Télévision

#### Série
- 1956-1957 : Le Chevalier Lancelot.
- 1957 : The Round Table de Seymour Berns.
- 1966-1968 : Arthur.
- 1967 : Merlin the Magician de Harry Harris.
- 1972-1973 : Arthur, roi des Celtes.
- 1975 : Carry on Laughing!, épisode Under the Round Table d’Allan Tarrant.
- 1978 : 
  - Once Upon a Classic (en), épisode A Connecticut Yankee in King Arthur's Court de Bill Bixby.
  - Looney Tunes, épisode Bugs Bunny in King Arthur's Court de Chuck Jones.
- 1979-1980 :
  - King Arthur de Toei Animation.
  - Merlin d’Armin Dahlen.
- 1982 : Monsieur Merlin ;
- 1985 : Transformers, saison 2, épisode 24, Les Décepticons dans la cour du roi Arthur de Douglas Booth.
- 1987 : La Bande à Picsou, saison 1, épisode 15, Le Chevalier Géo de Trouvetou de Steve Clark (en) et Mark Zaslove (en).
- 1991 : MacGyver, saison 7, épisodes 7 et 8, MacGyver le preux (Good Knight MacGyver) de Mike Vejar et John Considine (en).
- 1991-1993 : La Légende de Prince Vaillant de David J. Corbett.
- 1992-1993 : Le Roi Arthur et les Chevaliers de Justice de Jean Chalopin.
- 1995-1999 : 
  - Hercule, saison 5, épisode 19 Once Upon a Future King de Mark Beesley.
  - Princesse Starla et les Joyaux magiques de Robert Mandell (en) ;
- 1998 : Merlin, de Steve Barron.
- 2001 : Xcalibur, d'Amélie Aubert, Benjamin Legrand et Philippe Druillet.
- 2002 : 
  - Guenièvre Jones.
  - Mes parrains sont magiques, saison 2 épisode 15 Les Petits Visiteurs.
- 2002-2003 : Sir Gadabout, the Worst Knight in the Land de Ian Emes.
- 2005-2006 : Les Mésaventures du Roi Arthur (King Arthur's Disasters) de Paul Parkes and Will Ashurst.
- 2005-2009 : Kaamelott d'Alexandre Astier.
- 2006 : L'Apprenti de Merlin de David Wu.
- 2008-2012 : Merlin.
- 2011 : Camelot de Morgan O'Sullivan et Michael Hirst.
- 2015 : Once Upon a Time de Adam Horowitz et Edward Kitsis.
- 2016 : In Search of the Real King Arthur de Jamie Theakston.
- 2018 : Arthur et les enfants de la table ronde de Jean-Luc François.
- 2020 : Cursed : La Rebelle de Frank Miller et Tom Wheeler.
- 2023 : The Winter King de Bernard Cornwell

### Documentaires
- 2006 - 2010 : Aux Sources de Kaamelott de Christophe Chabert ;
- 2008 : Arthur - L'invention d'un Roi de Wilfried Hauke
- 2016 : La légende du roi Arthur de John Geraint.
- 2018 : Enquête sur le roi Arthur de Stephen Rooke.
- 2021 : Le roi Arthur, l'envers du mythe de Saskia Weisheit.

## Jeux

### Jeux de société et de rôle
- Pendragon de Greg Stafford, 1984. Ce jeu de rôle historico-fantastique, condensant différentes versions de la légende dont il s'inspire, suit l'évolution de la Bretagne arthurienne à travers différentes missions.
- Légendes de la Table Ronde, jeu de rôle par Anne Vétillard, Jeux Descartes, 1986
- Quête du Graal, série de livres-jeux écrite par l'auteur britannique J. H. Brennan :
  - Le Château des Ténèbres (Castle of Darkness, 1984)
  - L'Antre des Dragons (Den of Dragons, 1984)
  - Les Portes de l'Au-delà (The Gateway of Doom, 1984)
  - Le Voyage de l'Effroi (Voyage of Terror, 1986)
  - Au Royaume de l'Epouvante (Kingdom of Horror, 1986)
  - Le Temps de la Malédiction (Realm of Chaos, 1986)
  - Le Tombeau des Maléfices (Tomb of Nightmares, 1986)
  - La Légion des Morts (Legion of the Dead, 1987)
- Heros Deï: Les chevaliers de la Table Ronde d'Arnaud Chapalain, 2005
- Les Chevaliers de la Table Ronde de Bruno Cathala et Serge Laget, 2005, ainsi que des extensions telles que La Compagnie de Merlin (2008)

### Jeux vidéo
- Excalibur, 1983
- Lancelot, 1988
- Arthur: The Quest for Excalibur, 1989
- Knights of the Round, 1991
- King Arthur's World, 1992
- Young Merlin, 1994
- King Arthur and the Knights of Justice, basé sur la série animée Le Roi Arthur et les Chevaliers de Justice, 1995
- Blazing Dragons, 1996
- Chronicles of the Sword, 1996
- Excalibur 2555 A.D., 1997
- Lords of Magic, 1997
- Arcanes, 1998
- Quest for Camelot, 1998
- Les Chevaliers d'Arthur :
  - Chapitre 1 - Origines d'Excalibur, 2000
  - Chapitre 2 - Le Secret de Merlin, 2001
- Dark Age of Camelot, 2001
- Legion: The Legend of Excalibur, 2002
- Fate/stay night, de TYPE-MOON, 2004
- King Arthur, novembre 2004
- Memorick: The Apprentice Knight, 2004
- Tomb Raider: Legend, 2006[d]
- Stronghold Legends, 2006
- Sonic et le chevalier noir, 2009
- King Arthur: The Role-Playing Wargame :
  - King Arthur: The Role-Playing Wargame, 2009
  - King Arthur II: The Role-Playing Wargame, 2011
- Wild Blood, 2012
- King of Avalon (en), 2016

## Arts graphiques et sculptures
Des scènes tirées de la légende arthurienne sont fréquentes dans l'iconographie médiévale, mais aussi dans la peinture préraphaélite. Les œuvres d'art (peintures, sculptures, bas-reliefs, illustrations, etc.) relatives à ce sujet sont si nombreux qu'il est impossible de les lister tous ici.

### Moyen Âge

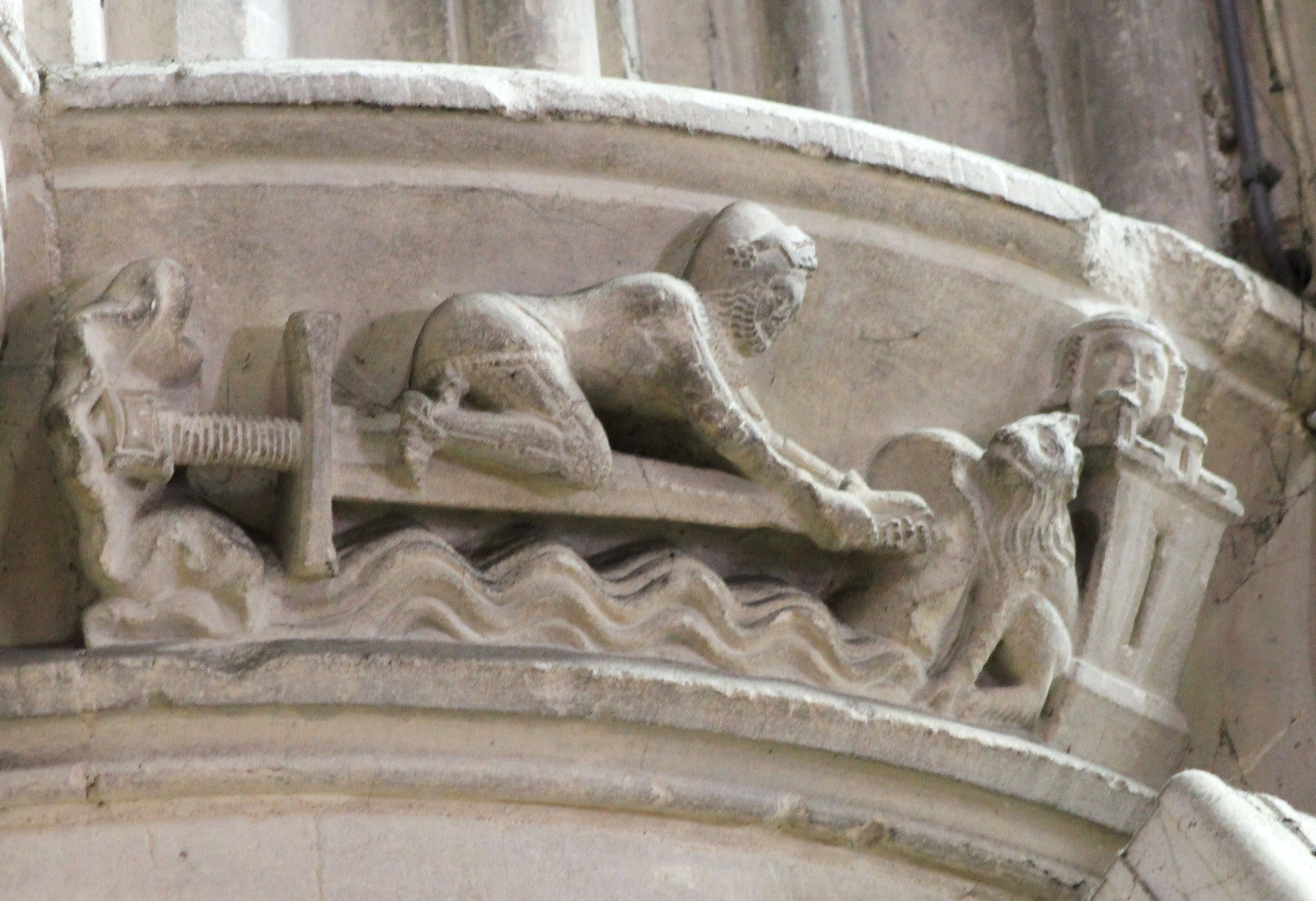
Lancelot franchissant le Pont de l'épée sur un chapiteau de l'église Saint-Pierre de Caen.

Il existe de nombreuses enluminures illustrant les manuscrits contenant des textes du cycle arthurien. Par ailleurs, l'époque a connu la production de sculptures, vitraux, tapisseries ou objets représentant des personnages ou des scènes de la légende arthurienne.
- Dans la cathédrale d'Otrante (Italie) se trouve une mosaïque conçue par le moine Pantaleone en 1166[38]. Cet immense représentation figure différents personnages, tels que Perceval et le Roi Arthur[39]. Ce dernier (désigné comme Rex Arturus) chevauche un bouc et combat un Chapalu[40],[41].
- Un bas-relief sur l'archivolte de porte de la Poissonnerie de la cathédrale de Modène figure le roi Arthur avec Guenièvre et les chevaliers Yder, Burmaltus, Meriadoc, Caradoc, Gauvain, Agrain et Key (XIIe siècle).
- L'église Saint-Pierre de Caen possède plusieurs chapiteaux sculptés du XIVe siècle représentant des scènes du cycle arthurien, dont un chevalier franchissant une rivière sur une épée qui est très probablement Lancelot, un homme dormant qui doit être Gauvain au lit de la Merveille, et un homme accompagné d'un lion qui pourrait être Yvain.
- Deux coffrets en ivoire du XIVe siècle sculptés avec des scènes de romances, l'un conservé au Walters Art Museum de Baltimore (no 71264), l'autre au musée du Louvre à Paris, sont ornés de scènes représentant Tristan et Iseult, Gauvain, Galahad, et Lancelot.
- Le roi Arthur est représenté sur la façade de la maison Kammerzell à Strasbourg (XVe siècle-XVIe siècle).
- L'Enlumineur Maître de Charles du Maine aurait illustré Roman de Tristan en prose, peut-être commandé par Prigent de Coëtivy puis complété à l'initiative de Charles du Maine, en 2 tomes, 1er tome : 54 miniatures partiellement de la main du maître et du Maître de Dunois, musée Condé, Chantilly, Ms.648, 2e tome, Bibliothèque municipale de Dijon, Ms.527
- Plusieurs coupes, plats ou vases ouvragés, censés être une relique du saint-Calice, c'est-à-dire le Graal, se trouvent dans des lieux de culte du monde chrétien, notamment la cathédrale Sainte-Marie de Valence, la cathédrale San Lorenzo de Gênes ou la basilique Saint-Isidore de León.

### DuXVIeauXVIIIesiècle
- Une statue grandeur nature en bronze du Roi Arthur garde le tombeau de l'empereur Maximilien Ier en l'église Hofkirche à Innsbruck (1513)[42].
- Un grand panneau de bois peint se voulant être une reproduction de la Table Ronde est fixé sur un mur du Grand Hal du château de Winchester. Le roi Arthur y est représenté sous les traits d'Henri VIII (1522)[43].

### XIXesiècle
- Walter Crane, artiste Arts and Crafts :
  - King Arthur Sir Bedivere throwing Excalibur into the lake, 1845
  - The Lady of Shalott, 1862, peinture conservée au Centre d'art britannique de Yale (États-Unis)
  - King Arthur Asks the Lady of the Lake for the Sword Excalibur, illustration du King Arthur's knights: the tales retold for boys and girls d'Henry Gilbert (en), 1911
- Le peintre britannique Edward Burne-Jones représenta plusieurs scènes de la légende arthurienne (voir ici), telles que :
  - La Séduction de Merlin, 1874, Liverpool, Lady Lever Art Gallery.
  - La Dormition d'Arthur, 1898, Porto Rico, musée d'art de Ponce.
- Dante Gabriel Rossetti :
  - Arthur's Tomb (La Tombe du Roi Arthur), 1855, British Museum.
  - Sir Launcelot's Vision of the Sanc Grael (La vision du Saint-Graal de Lancelot), 1857, Oxford, Ashmolean Museum.
  - The Damsel of the Sanct Grael (La demoiselle du Saint-Graal), 1874, collection Andrew Lloyd Webber.
- James Archer : La mort du roi Arthur, 1860, Manchester Art Gallery.
- Gustave Doré, gravures illustrant Idylls of the King, 1868.

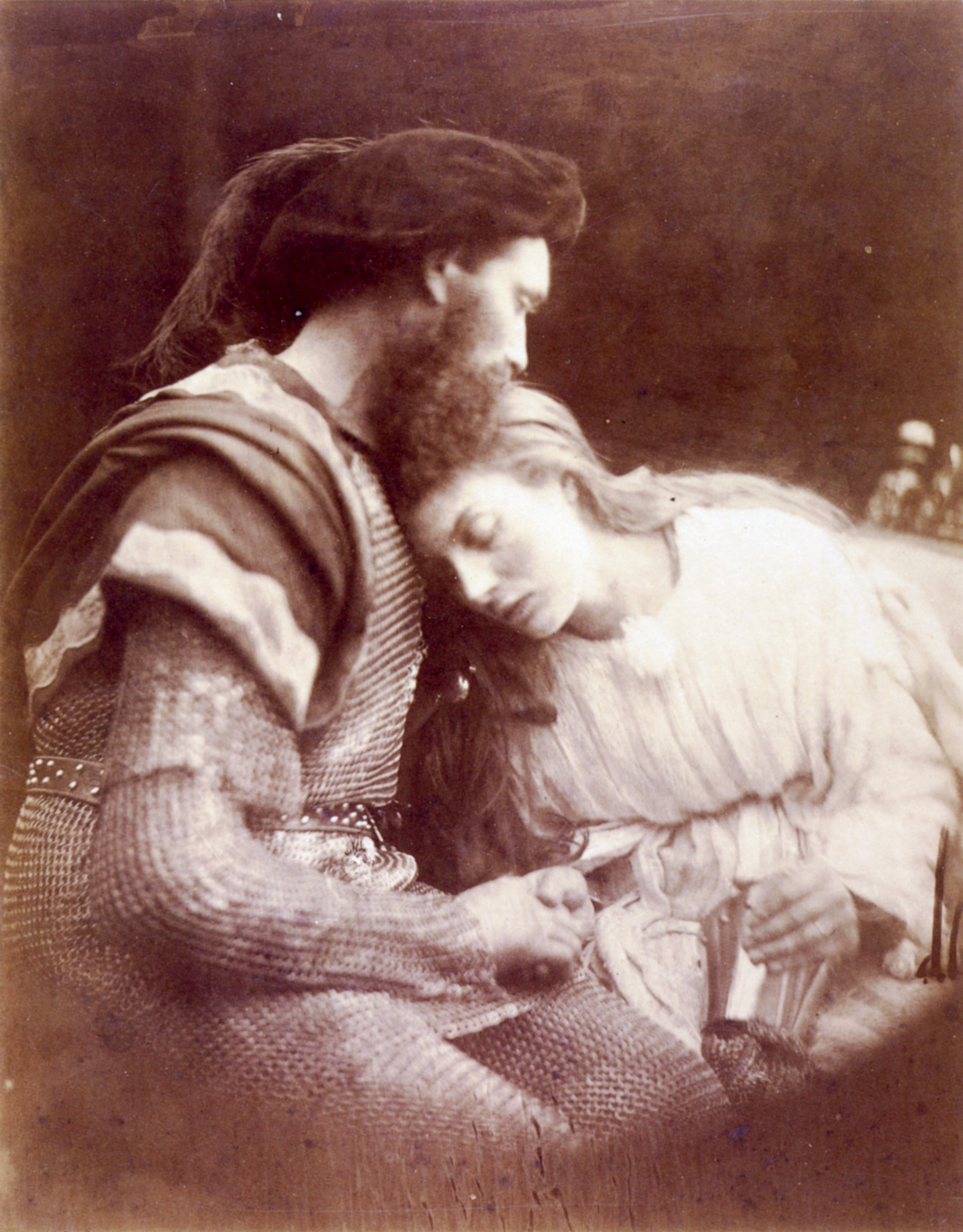
The Parting of Sir Lancelot and Queen Guinevere, par Julia Margaret Cameron, illustration d'Idylls of the King, par Alfred Tennyson.

- The Parting of Sir Lancelot and Queen Guinevere, par Julia Margaret Cameron, illustration d'Idylls of the King, par Alfred Tennyson.Illustrations photographiques par Julia Margaret Cameron d'Idylls of the King, par Alfred Tennyson, 1874.
- John William Waterhouse : The Lady of Shalott, 1887, Londres, Tale Gallery.
- Tapisseries du Saint Graal (en), série de six tapisseries illustrant la quête du Graal, réasliée par la manufacture Morris & Co (en), par William Morris, Edward Burne-Jones et John Henry Dearle , entre 1891 et 1894:
  - The Knights of the Round Table Summoned to the Quest by the Strange Damsel ;
  - The Arming and Departure of the Knights ;
  - The Failure of Sir Launcelot to enter the Chapel of the Holy Grail ;
  - The Failure of Sir Gawaine: Sir Gawaine and Sir Uwaine at the Ruined Chapel ;
  - The Ship ;
  - The Attainment: The Vision of the Holy Grail to Sir Galahad, Sir Bors, and Sir Perceval (ou The Achievement of the Grail).
- Illustrations de The Wooing of Olwen, conte de Joseph Jacobs, 1892.
- Le Chevalier aux fleurs, Georges-Antoine Rochegrosse, inspiré d'une scène de l'opéra Parsifal de Wagner, 1894.
- Temptation of Sir Percival, Arthur Hacker, 1894.

### XXesiècle
- Edmund Leighton : Tristan et Iseult (ou The End of the Song), 1902.
- Plusieurs illustrations d'ouvrages par Jessie Marion King :
  - The High History of the Holy Grail, traduction de Perlesvaus, Sebastian Evans, 1903.
  - The Defence of Guenevere, William Morris, 1904.
- Lancelot Speed (en), illustrations (voir ici) de l'édition de 1912 de The Legends of King Arthur and His Knights de James Thomas Knowles (en), 1860).
- Florence Harrison (en), illustrations du recueil Guinevere and other poems d'Alfred Tennyson, 1912.
- William Henry Margetson, illustrations (voir ici) de Legends of King Arthur and His Knights, Janet MacDonald Clark, 1914
- Edward Reginald Frampton : Elaine, the Lady of Shallott, 1920.
- L'Église Sainte-Eutrope Sainte-Onenne contient beaucoup de vitraux mettant en scène le mythe arthurien, 1942.
- Statue d'Excalibur tendue par la Dame du lac, dans le lac du château anglais Kingston Maurward (en), Dorchester, Angleterre.
- Épée d'Excalibur au Lac de Trémelin, Iffendic, France.

### XXIesiècle
- Gallos, sculpture en bronze de Rubin Eynon, située depuis avril 2016 au château de Tintagel en Cornouailles, au Royaume-Uni.

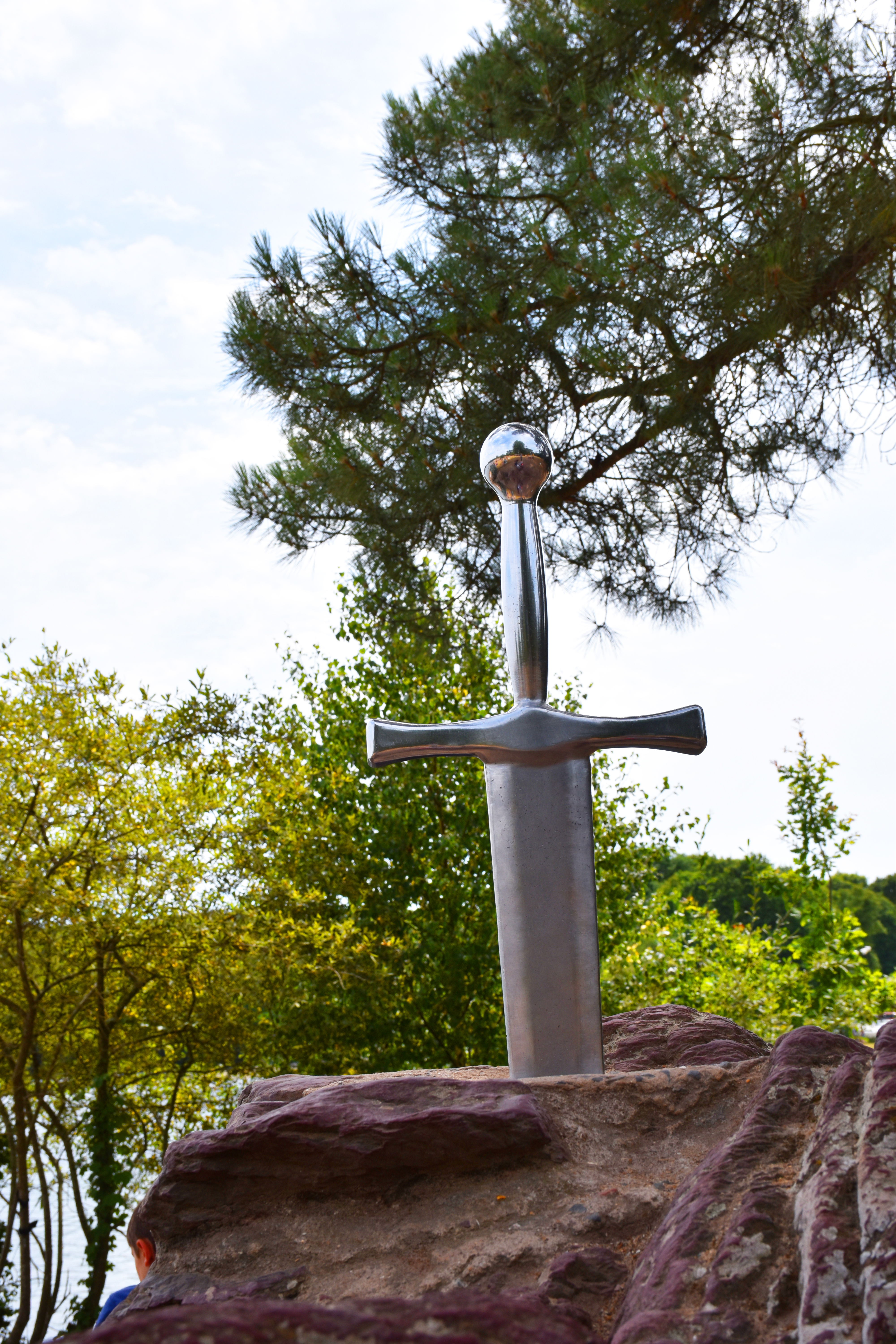
Épée d'Excalibur au Lac de Trémelin en Brocéliande
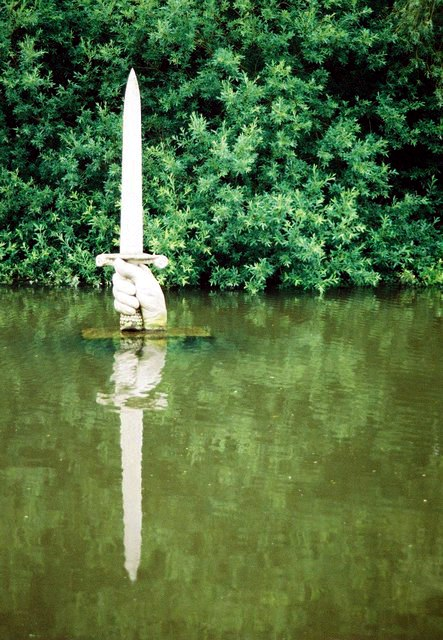
Sculpture de l'épée Excalibur donnée au roi Arthur par la Dame du lac, dans les jardins du lac de Kingston Maurward (en).
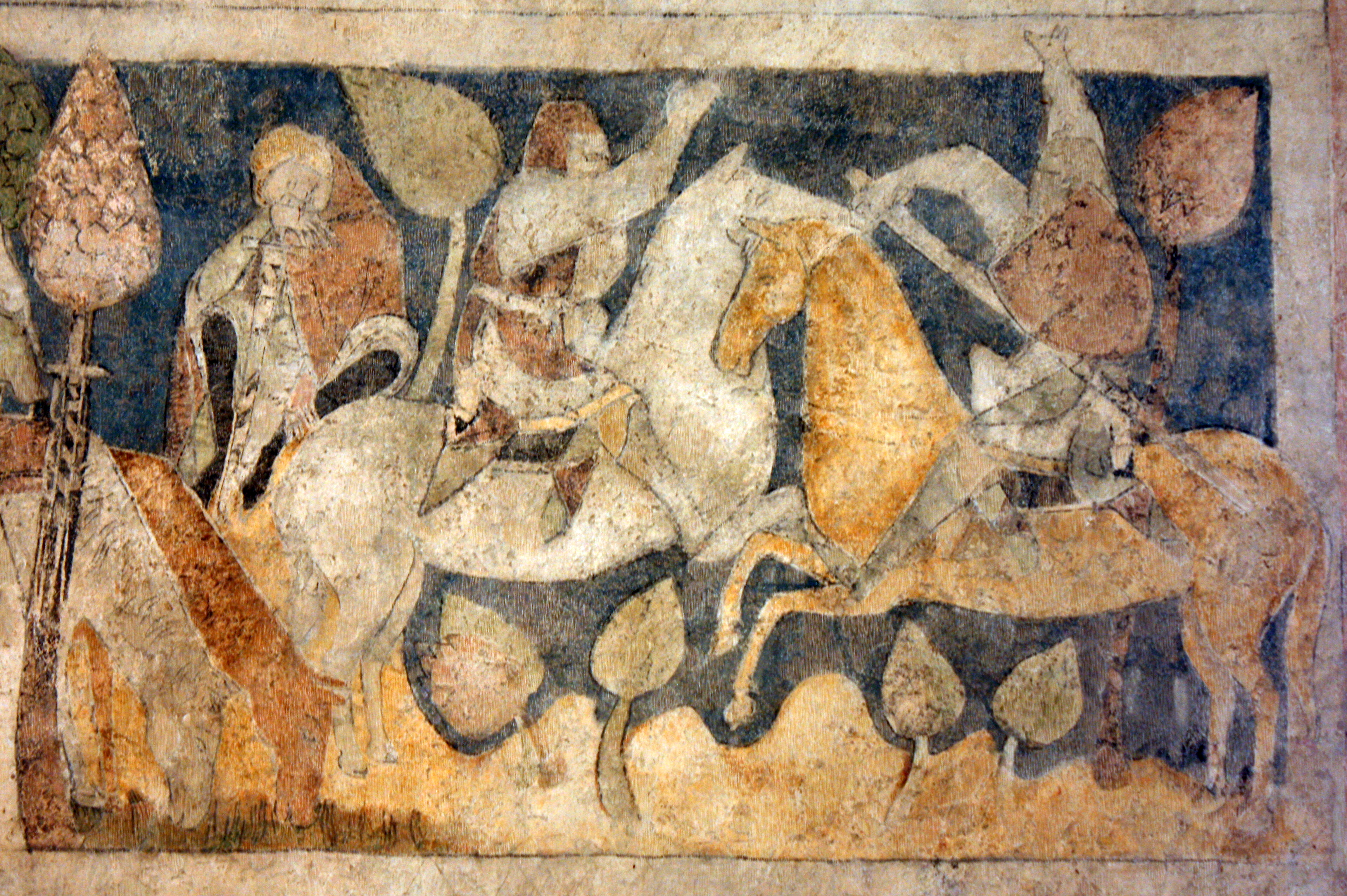
Fresque du XIVe siècle à la tour Siedlęcin (pl) (Pologne). Elle représente Lancelot combattant le vil chevalier Turquine dans une scène du cycle de la Vulgate française.
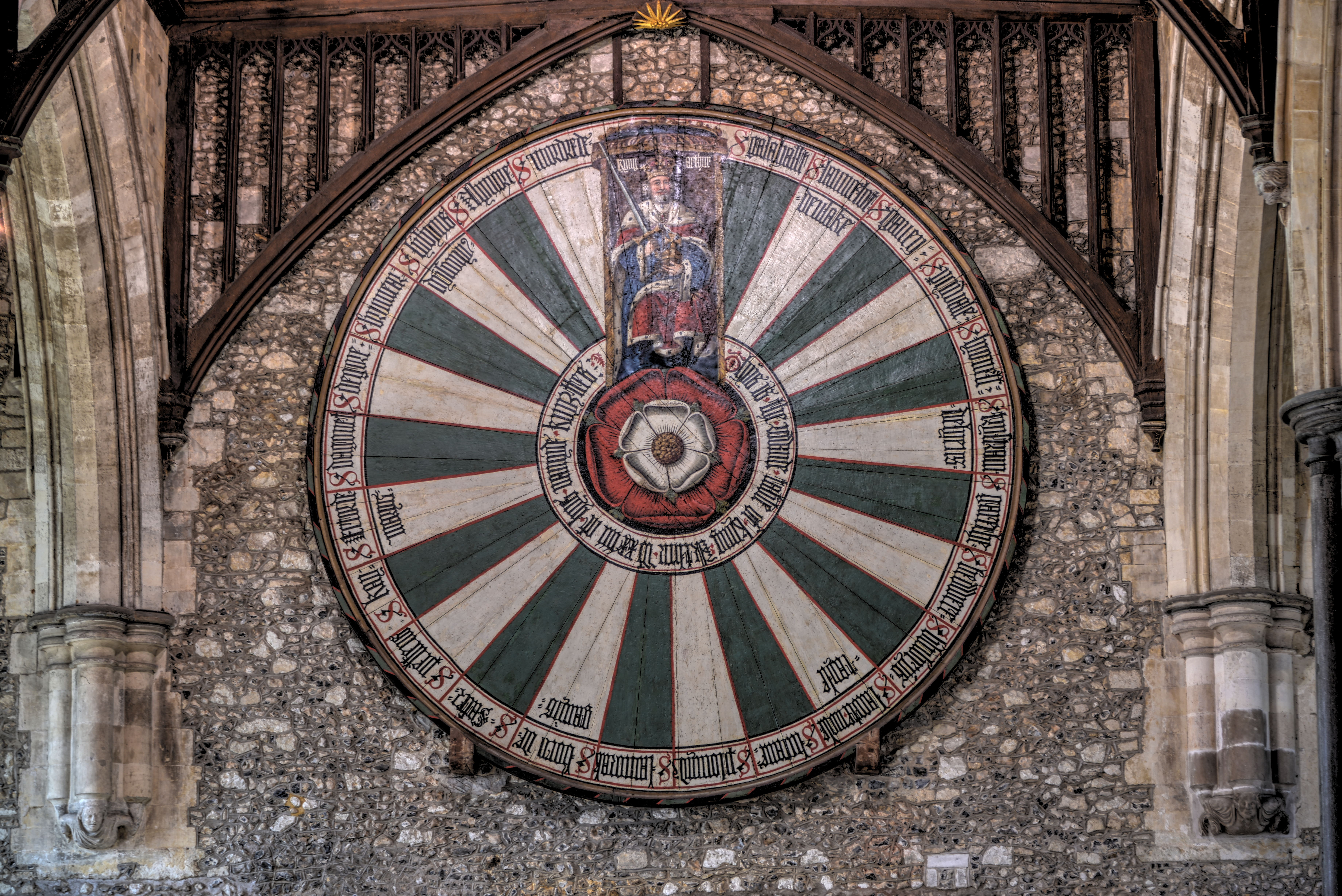
Table ronde de Winchester, réalisée par Édouard Ier d'Angleterre pour un tournoi de chevaliers et repeinte par Henri VIII.
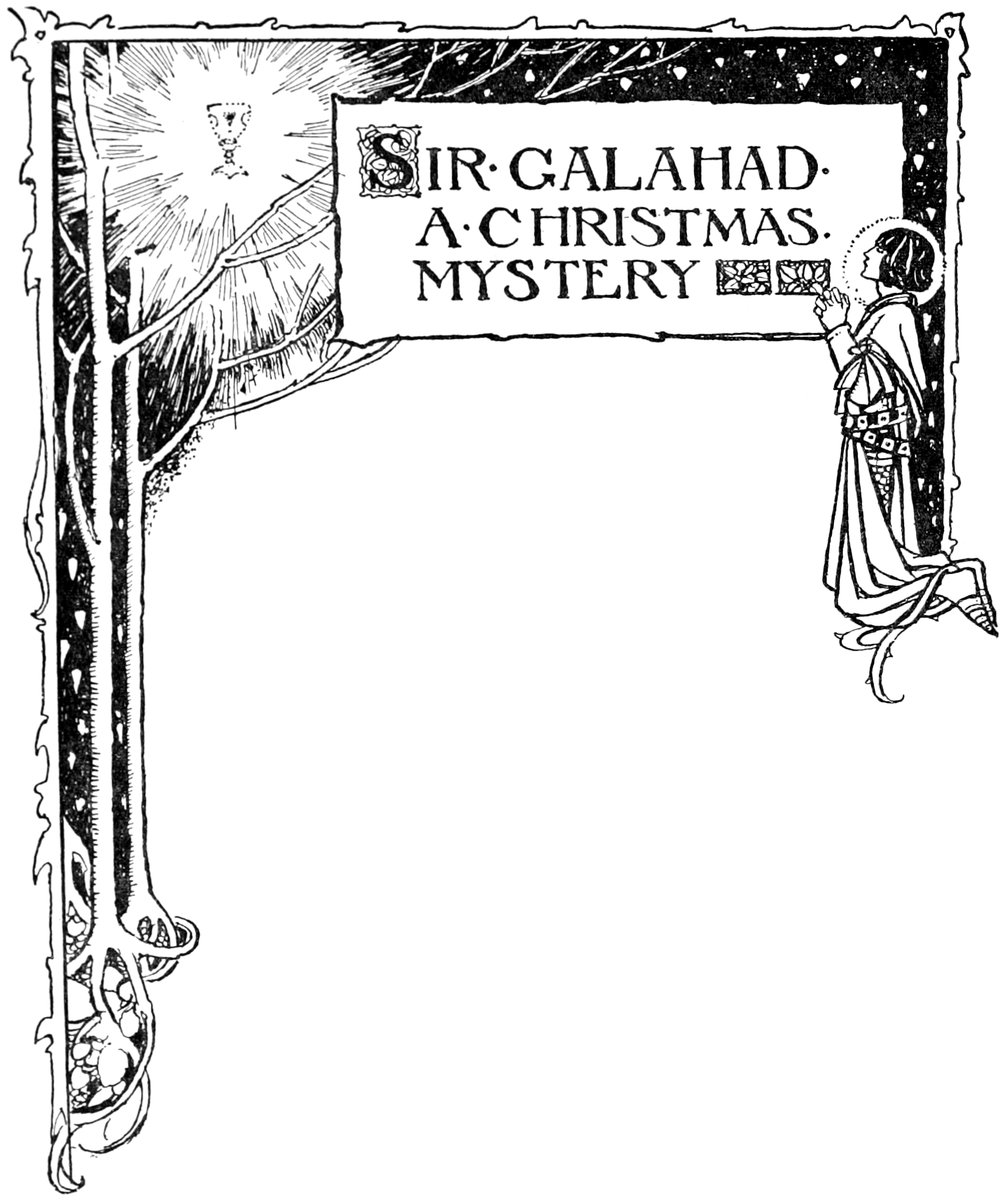
Illustration du poème de William Morris Sir Galahad, a Christmas Mystery, par Florence Harrison (en).

## Documentaires écrits

### Français
- Origine de l’épopée du moyen âge. Romans de la Table ronde, Claude Fauriel, 1832
- Merlin l'Enchanteur, Edgar Quinet, 1860
- Myrdhinn ou l'Enchanteur Merlin. Son histoire, ses œuvres, son influence, Théodore Hersart de La Villemarqué, 1862
- De l'authenticité des chants du Barzaz-Breiz de M. de La Villemarqué, François-Marie Luzel, 1872
- Myrrha Lot-Borodine :
  - La Femme dans l'œuvre de Chrétien de Troyes[44], 1909
  - Étude sur le Lancelot en prose (en collaboration avec Ferdinand Lot), 1918
  - Trois essais sur le roman de Lancelot du Lac et la Quête du Saint Graal, 1919
  - Tristan et Lancelot, 1924
- Albert Pauphilet :
  - La Roue des fortunes royales ou la Gloire d'Artus empereur de Bretagne, 1925
  - Études sur la Queste del Saint Graal, Paris, 1949
- La Légende arthurienne, Edmond Faral, 1929
- Michel Cazenave :
  - Le Philtre d'amour, La légende de Tristan et Iseut, 1969
  - La Subversion de l'âme, Mythanalyse de l'histoire de Tristan et Iseut, 1981
- Jean Markale[45] :
  - Le Roi Arthur et la société celtique, 1976
  - Brocéliande : La fôret des Chevaliers de la Table Ronde, 1984
  - Brocéliande et l'énigme du Graal, 1988
  - Lancelot et la chevalerie arthurienne, 1988
  - Merlin l'Enchanteur ou l'Éternelle quête magique, 1992
  - Les Dames du Graal, 1999
  - Le Tombeau de Merlin
- Emmanuèle Baumgartner a publié plusieurs récits médiévaux, mais aussi des ouvrages documentaires, comme :
  - Tristan et Iseut : De la légende aux récits en vers, 1993
  - Merlin le prophète ou le livre du Graal, 1996
  - Romans de la table ronde de Chrétien de Troyes (essai et dossier), 2003.
- Philippe Walter :
  - Canicule, essai de mythologie sur Yvain de Chrétien de Troyes, Paris, SEDES, 1988.
  - La Mémoire du temps. Fêtes et calendriers de Chrétien de Troyes à La Mort Artu, Paris, Champion, 1989.
  - Le Gant de verre. Le mythe de Tristan et Yseut, La Gacilly, éditions Artus, 1990.
  - Le Bel Inconnu de Renaut de Beaujeu. Rite, mythe et roman, Paris, PUF, 1996.
  - Chrétien de Troyes, Paris, PUF, 1997.
  - Le devin maudit. Merlin, Lailoken, Suibhne, Ellug, 1999.
  - Merlin ou le Savoir du monde, Paris, Imago, 2000.
  - Béroul, Tristan et Yseut, Paris, Hatier, 2000.
  - Arthur, l’ours et le roi, Paris, Imago, 2002.
  - Brocéliande ou le génie du lieu, Presses universitaires de Grenoble, 2002.
  - Perceval, le pêcheur et le Graal, Paris, Imago, 2004.
  - Galaad, le pommier et le Graal, Paris, Imago, 2004.
  - Tristan et Yseut. Le porcher et la truie, Paris, Imago, 2006.
  - Albums de la Pléiade : « le Livre du Graal », bibliothèque de la Pléiade, éditions Gallimard, 2009
  - Gauvain le chevalier solaire, Paris, Imago, 2013.
  - Dictionnaire de mythologie arthurienne, Paris, Imago, 2014.
- Arthur et la Table ronde : La force d'une légende, Anne Berthelot, 1996.
- La légende arthurienne et le Graal, Jean Marx, Slatkine, 2000.
- Thierry Delcourt :
  - La littérature arthurienne, 2000 ;
  - La légende du roi Arthur, 2009 ;
  - Le roi Arthur et les chevaliers de la Table ronde, 2009 ;
- Sur les traces du roi Arthur, Claudine Glot, 2001
- Le mythe de Merlin, Robert Baudry, 2007[46]
- Alban Gautier[47] :
  - Arthur, 2007 ;
  - Le roi Arthur, 2019 ;
- Martin Aurell :
  - La légende du roi Arthur, 2007 ;
  - Excalibur, Durendal, Joyeuse : la force de l'épée, 2021 ;
- Druides, fées et chevaliers dans la forêt de Brocéliande : De l’invention de la topographie légendaire de la forêt de Paimpont à ses recompositions contemporaines, article de Marcel Calvez dans le cadre du Festival international de géographie, 2010[48]
- Le roi Arthur, un mythe contemporain : de Chrétien de Troyes à "Kaamelott" en passant par les Monty Python, William Blanc, 2016

### Américains
- Plusieurs ouvrages écrits par Roger Sherman Loomis, tels que :
  - Celtic Myth and Arthurian Romance (1927) ;
  - The Romance of Tristram and Ysolt (1931) ;
  - Arthurian Legends in Medieval Art (1938) avec Laura Hibbard Loomis ;
  - Arthurian Tradition and Chrétien De Troyes (1949) ;
  - Wales and the Arthurian Legend (1956) ;
  - The Development of Arthurian Romance (1963)
- Plusieurs ouvrages et traductions de Marie Borroff (en) :
  - Sir Gawain and the Green Knight: A Stylistic and Metrical Study, 1963.
  - Sir Gawain and the Green Knight: a new verse translation, 1967
  - Pearl: a new verse translation,  (ISBN 978-0-393-09144-1), 1977
  - Sir Gawain and the Green Knight: Patience ; and Pearl: verse translations, 2001
- Arthuriana (en), revue trimestrielle publiée par la branche nord-américaine de l'International Arthurian Society, depuis 1979
- Linda Ann Malcor :
  - The Chalice at the Cross: A Study of the Holy Grail Motif in Medieval Europe. Ph.D. dissertation, UCLA (University Microfilms), 1991 ;
  - Quelques articles, chapitres d'ouvrages et autres œuvres sur la thématique (visible dans la page Wikipedia de l'auteur, en anglais)
- Norma Lorre Goodrich :
  - Priestesses, 1989
  - Merlin, 1989
  - Le Roi Arthur (King Arthur), Fayard, 1991
  - Guinevere, 1992
  - The Holy Grail, 1992
- De Scythie à Camelot (From Scythia to Camelot: A Radical Reassessment of the Legends of King Arthur, the Knights of the Round Table and the Holy Grail) New York: Garland, étude écrite par Linda Ann Malcor et Covington Scott Littleton (spécialistes de la Légende arthurienne), 2000 ;
- Gender and the Chivalric Community in Sir Thomas Malory’s “Morte d’Arthur”, Dorsey Armstrong (en), publié par University Press of Florida (en), 2003

### Britanniques
- Thomas Bulfinch, The Age of Chivalry, or Legends of King Arthur, 1858 ;
- Studies on the legend of the Holy Grail, Alfred Nutt (en), 1888 ;
- Studies in the Arthurian Legend, John Rhys, 1891 ;
- Arthur's Britain : history and archaeology, AD 367-634, Leslie Alcock, London New York, Penguin Books, 2001 (1re  éd. 1971) ;
- The Quest for Arthur's Britain, Geoffrey Ashe (en) ;
- The Medieval Quest for Arthur, Robert Rouse and Cory Rushton ;
- King Arthur: The True Story, Graham Phillips (en) et Martin Keatman ;
- Pendragon: The Origins of Arthur, Steve Blake et Scott Lloyd ;
- Plusieurs ouvrages écrits par John et Caitlin Matthews (en), tels que :
  - The Arthurian Tarot: A Hallowquest, 1990 ;
  - King Arthur's Raid on the Underworld: The Oldest Grail Quest, illustré par Meg Falconer, 2008.
- The Age of Arthur: A History of the British Isles from 350 to 650, John Morris ;
- Nikolaï Tolstoï :
  - The Quest for Merlin, 1985 ;
  - "Geoffrey of Monmouth and the Merlin Legend", dans Arthurian Literature XXV, Cambridge, 2008 ;
  - The Oldest British Prose Literature: The Compilation of the Four Branches of the Mabinogi, New York, 2009

## Entreprises

Logo du Centre de l'Imaginaire Arthurien.

- Logo du Centre de l'Imaginaire Arthurien.Société internationale arthurienne, groupe d'étude spécialisé dans la légende arthurienne, créée en 1948 à Quimper.
- Centre de l'imaginaire arthurien, centre culturel consacré à la matière de Bretagne et tout particulièrement la légende arthurienne, fondé en 1988 et situé au Château de Comper.
- Green Knight Publishing, maison d'édition américaine fondée par Peter Corless (en) en 1998.
- Avalonys ou parc Avalonys était un projet de parc à thèmes autour des légendes arthuriennes devant ouvrir en 2021/2022.

## Expositions
- (fr) Exposition Le Roi Arthur, une légende en devenir, Les Champs Libres, Rennes.
- (fr) Exposition virtuelle de la BnF : La légende du roi Arthur, Bibliothèque nationale de France.
- (fr) Exposition culturelle itinérante : Arthur et les chevaliers de la table Ronde, Le Musée Imaginaire.

### Sites
- Réécritures du Conte du Graal : le texte de Chrétien et ses continuations médiévales, Estelle PLAISANT-SOLER, 2005.
- La légende arthurienne - Résumés de textes anciens, Esmeond, 2015-2017
- The Camelot Project, University of Rochester

### Magazines
- La Légende du Roi Arthur et des chevaliers de la table ronde, Collections Médiévales, no 2, jeudi 18 mai 2017